# Terranova y Labrador
Terranova y Labrador (en inglés: Newfoundland and Labrador, en francés: Terre-Neuve-et-Labrador) es una de las diez provincias que, junto con los tres territorios, conforman las trece entidades federales de Canadá. Su capital es San Juan de Terranova. Ubicada al noreste del país, está formada por dos áreas distintas: Labrador —situado en la península homónima, limitando al norte con el mar homónimo y al oeste y sur con Quebec— y Terranova —una isla situada en el extremo este, que limita al norte y este con el océano Atlántico, y al oeste con el golfo de San Lorenzo. Con 405 512 km² es la cuarta entidad menos extensa —por delante de Nuevo Brunswick, Nueva Escocia e Isla del Príncipe Eduardo—, y con 1,2 hab/km², la cuarta menos densamente poblada, por delante de Yukón, Territorios del Noroeste y Nunavut, la menos densamente poblada.
Cuando el entonces Dominio de Terranova  se unió a la confederación en 1949, la provincia se conoció como Terranova, pero desde 1964, el gobierno de la provincia se ha referido a sí mismo como el Gobierno de Terranova y Labrador, y el 6 de diciembre de 2001, se aprobó una enmienda a la Constitución de Canadá para cambiar el nombre de la provincia a «Terranova y Labrador».
La población de la provincia se estima (en abril de 2008) en 508 270 habitantes. Terranova tiene sus propios dialectos de inglés, francés, irlandés y otras lenguas. El dialecto inglés de Labrador comparte mucho con el de Terranova. Por otra parte, Labrador tiene sus propios dialectos de innu-aimun e inuktitut.

## Historia

### Historia temprana
La presencia humana en Terranova y Labrador se remonta a unos 9.000 años. Los pueblos arcaicos marítimos eran cazadores de mamíferos marinos en el subártico. Prosperaron a lo largo de la costa atlántica de Norteamérica desde el 7000 a. C. hasta el 1500 a. C. Se dedicaban al comercio a larga distancia, utilizando como moneda el cuarzo blanco, una roca extraída desde el norte de Labrador hasta Maine. La rama meridional de este pueblo se estableció en la península norte de Terranova hace 5.000 años. El período Arcaico Marítimo se conoce sobre todo por un yacimiento funerario en Terranova, en Port au Choix.
Los pueblos del Arcaico Marítimo fueron desplazados gradualmente por los pueblos de la cultura Dorset (Paleo-Esquimio Tardío) que también ocuparon Port au Choix. El número de yacimientos descubiertos en Terranova indica que fueron los aborígenes más numerosos que vivieron allí. Prosperaron desde el año 2000 a. C. hasta el 800 d. C. aproximadamente. Muchos de sus yacimientos se encontraban en cabos expuestos e islas exteriores. Estaban más orientados al mar que los pueblos anteriores y habían desarrollado trineos y embarcaciones similares a los kayaks. Quemaban grasa de foca en lámparas de esteatita.
Los habitantes de la cultura de Dorset (800 a. C.-1500 d. C.) estaban muy adaptados a un clima frío, y gran parte de su alimento procedía de la caza de mamíferos marinos a través de agujeros en el hielo. La disminución masiva del hielo marino durante el Periodo Cálido Medieval habría tenido un efecto devastador en su modo de vida.
Se cree que la aparición de la cultura beothuk es la manifestación cultural más reciente de los pueblos que emigraron por primera vez de Labrador a Terranova hacia el año 1 d. C. Los inuit, que se encuentran sobre todo en Labrador, son descendientes de lo que los antropólogos llaman el pueblo Thule, que surgió del oeste de Alaska hacia el año 1000 d. C. y se extendió hacia el este por la tundra del Alto Ártico, llegando a Labrador hacia 1300-1500. Los investigadores creen que la cultura de Dorset carecía de los perros, las armas más grandes y otras tecnologías que dieron ventaja a los inuit en expansión.
Con el tiempo, los habitantes se organizaron en pequeñas bandas de unas pocas familias, agrupadas en tribus más grandes y jefaturas. Los innu son los habitantes de una zona a la que se refieren como Nitassinan, es decir, la mayor parte de lo que hoy se conoce como noreste de Quebec y Labrador. Sus actividades de subsistencia se centraban históricamente en la caza y captura de caribúes, ciervos y animales de caza menor. Los clanes costeros también practicaban la agricultura, pescaban y gestionaban arbustos de azúcar de arce. Los innu libraban guerras tribales a lo largo de la costa del Labrador con grupos inuit que tenían grandes poblaciones.
Los miꞌkmaq del sur de Terranova pasaban la mayor parte del tiempo en la costa recolectando marisco; durante el invierno se trasladaban al interior, a los bosques, para cazar. Con el tiempo, los miꞌkmaq y los innu dividieron sus tierras en «distritos» tradicionales. Cada distrito se gobernaba de forma independiente y contaba con un jefe de distrito y un consejo. Los miembros del consejo eran jefes de banda, ancianos y otros líderes dignos de la comunidad. Además de los consejos de distrito, las tribus miꞌkmaq también desarrollaron un Gran Consejo o Santé Mawiómi, que según la tradición oral se formó antes de 1600.

### Exploración Europea

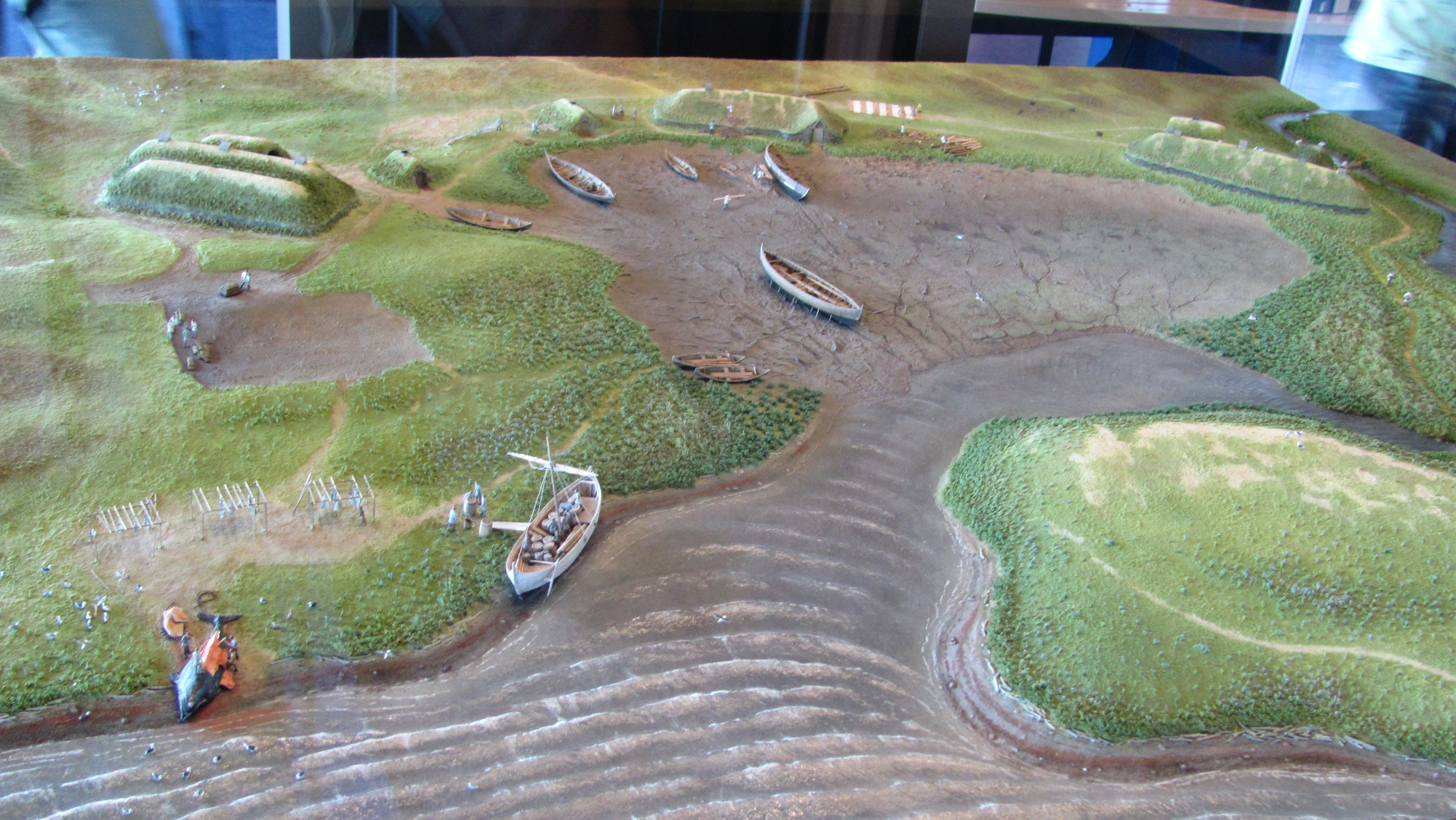
Una maqueta que representa el asentamiento nórdico establecido en L'Anse aux Meadows

Los testimonios confirmados más antiguos del contacto con Europa datan de hace mil años y se describen en las sagas vikingas (nórdicas) islandesas. Alrededor del año 1001, las sagas hablan del desembarco de Leif Erikson en tres lugares del oeste. los dos primeros fueron Helluland (posiblemente la isla de Baffin) y Markland (posiblemente Labrador). El tercer desembarco de Leif fue en un lugar llamado Vinland (posiblemente Terranova). Se encontraron pruebas arqueológicas de un asentamiento nórdico en L'Anse aux Meadows (Terranova), declarado Patrimonio de la Humanidad por la UNESCO en 1978.
Existen otros relatos no confirmados de descubrimientos y exploraciones europeas, como el de unos hombres de las islas Anglonormandas que, a finales del siglo XV, se desviaron de su ruta hacia una tierra extraña llena de peces, o el de unos mapas portugueses que describen la Terra do Bacalhau, o tierra del bacalao, al oeste de las Azores. La más antigua, sin embargo, es el Viaje de San Brendan, el relato fantástico de un monje irlandés que realizó un viaje por mar a principios del siglo VI. Aunque la historia pasó a formar parte del mito y la leyenda, algunos historiadores creen que se basa en hechos reales.

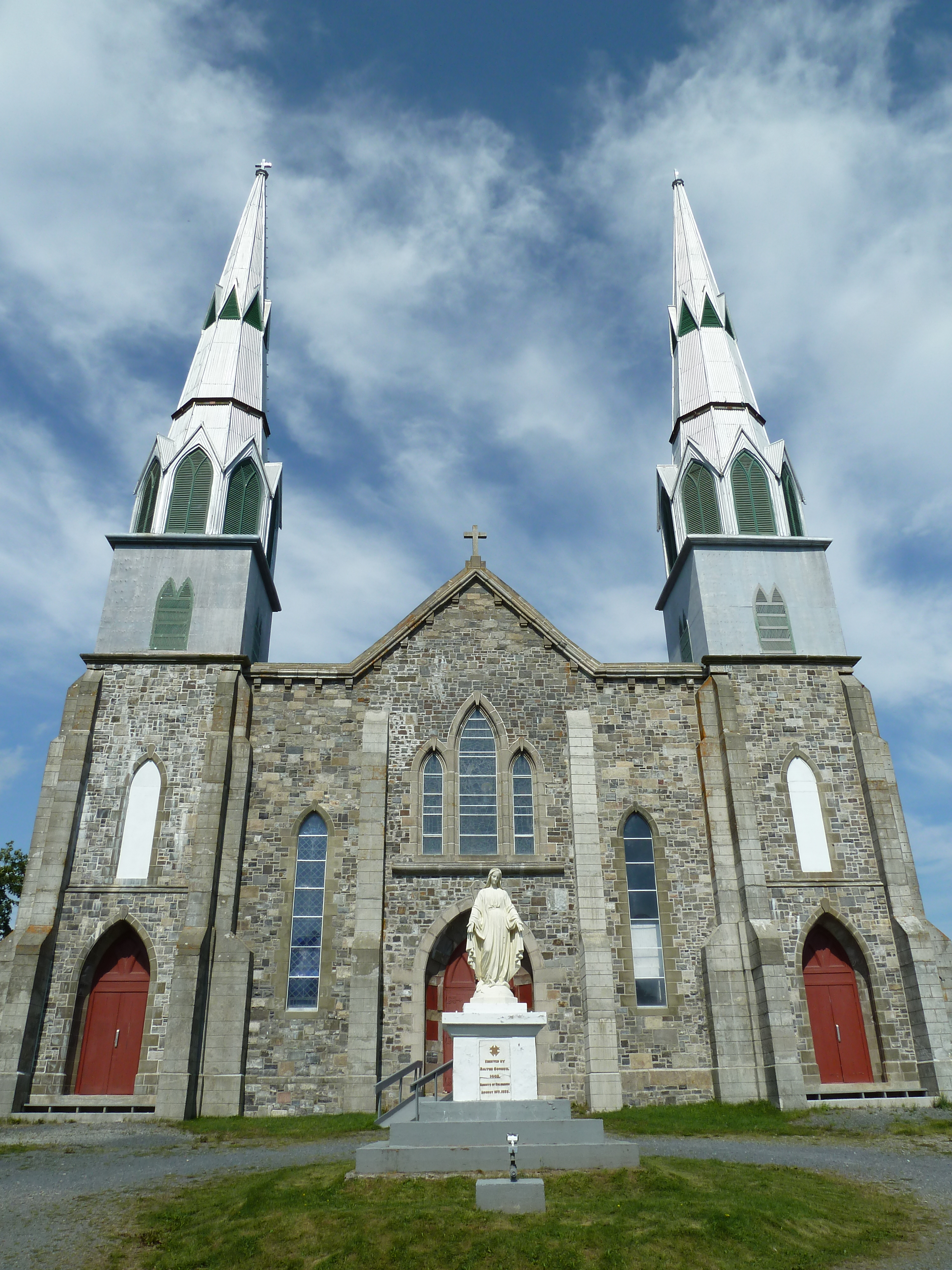
La Catedral de la Inmaculada Concepción en Harbour Grace data de 1899

En 1496, John Cabot obtuvo una carta del rey inglés Enrique VII para «navegar a todas las partes, países y mares del Este, del Oeste y del Norte, bajo nuestro estandarte y enseña y para establecer nuestro estandarte en cualquier tierra recién descubierta» y el 24 de junio de 1497 desembarcó en el cabo Bonavista. Los historiadores no se ponen de acuerdo sobre si Cabot desembarcó en Nueva Escocia en 1497 o en Terranova, o posiblemente en Maine, si es que desembarcó, pero los gobiernos de Canadá y el Reino Unido reconocen Bonavista como el lugar de desembarco "oficial" de Cabot. En 1499 y 1500, los marinos portugueses João Fernandes Lavrador y Pero de Barcelos exploraron y cartografiaron la costa; el nombre del primero aparece como "Labrador" en los mapas topográficos de la época.
Basándose en el Tratado de Tordesillas, la Corona portuguesa reivindicó derechos territoriales en la zona visitada por John Cabot en 1497 y 1498. Posteriormente, en 1501 y 1502, los hermanos Corte-Real, Miguel y Gaspar, exploraron Terranova y Labrador, reivindicándolos como parte del Imperio portugués. En 1506, el rey Manuel I de Portugal creó impuestos para la pesca del bacalao en aguas de Terranova João Álvares Fagundes y Pero de Barcelos establecieron puestos de pesca estacionales en Terranova y Nueva Escocia hacia 1521, y es posible que existieran asentamientos portugueses más antiguos.
Cuando comenzó el contacto regular de Europa con Terranova, a principios del siglo XVI, los beothuk eran el único grupo indígena que vivía permanentemente en la isla. A diferencia de otros grupos de la zona noreste de América, los beothuk nunca establecieron relaciones comerciales sostenidas con los colonos europeos. Sus interacciones eran esporádicas e intentaban evitar el contacto. El establecimiento de las operaciones pesqueras inglesas en la costa exterior de la isla, y su posterior expansión hacia bahías y ensenadas, cortó el acceso de los beothuk a sus fuentes tradicionales de alimentos
En el siglo XVIII, a medida que los beothuk se adentraban en la isla, la violencia entre ellos y los colonos se intensificaba, y cada uno tomaba represalias contra el otro en su competencia por los recursos. A principios del siglo XIX, la violencia, el hambre y la tuberculosis diezmaron la población beothuk, que se extinguió en 1829.

## Geografía

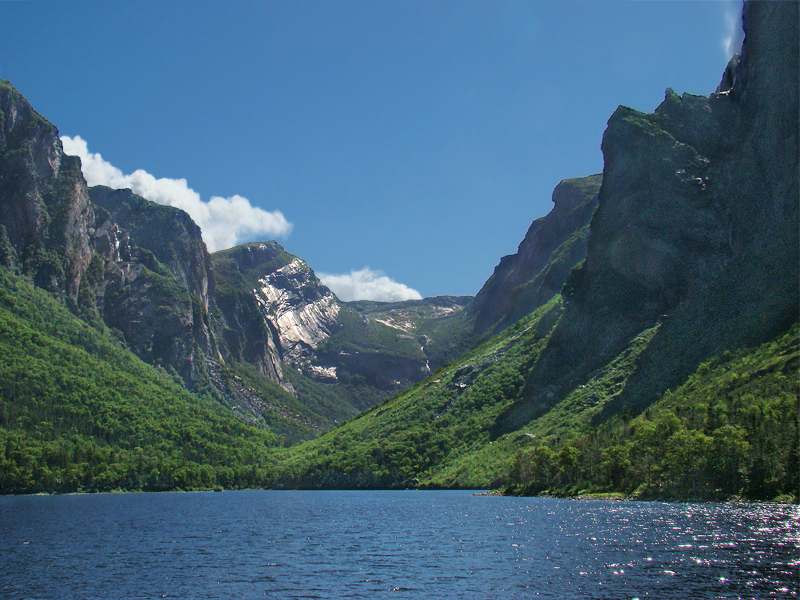
Parque Nacional de Gros Morne, Terranova y Labrador

Terranova y Labrador es la provincia más oriental de Canadá, situada en la región nororiental de América del Norte. El estrecho de Belle Isle separa la provincia en dos partes geográficas: Labrador, conectada a Canadá continental, y Terranova, una isla en el océano Atlántico: Labrador, unida a Canadá continental, y Terranova, una isla en el océano Atlántico. La provincia también incluye más de 7.000 pequeñas islas. El punto más alto de la provincia es el monte Caubvick, mientras que el punto más alto de Terranova es Cabox.
Terranova tiene una forma aproximadamente triangular. Cada lado mide unos 400 km de largo y su superficie es de 108.860 km². Terranova y sus pequeñas islas vecinas (excluidas las posesiones francesas) tienen una superficie de 111.390 kilómetros cuadrados. Terranova se extiende entre las latitudes 46°36′N y 51°38′N.
Labrador también tiene una forma aproximadamente triangular: la parte occidental de su frontera con Quebec es la divisoria de drenaje de la península de Labrador. Las tierras drenadas por ríos que desembocan en el océano Atlántico forman parte de Labrador, y el resto pertenece a Quebec. La mayor parte del límite sur de Labrador con Quebec sigue el paralelo 52 de latitud. 

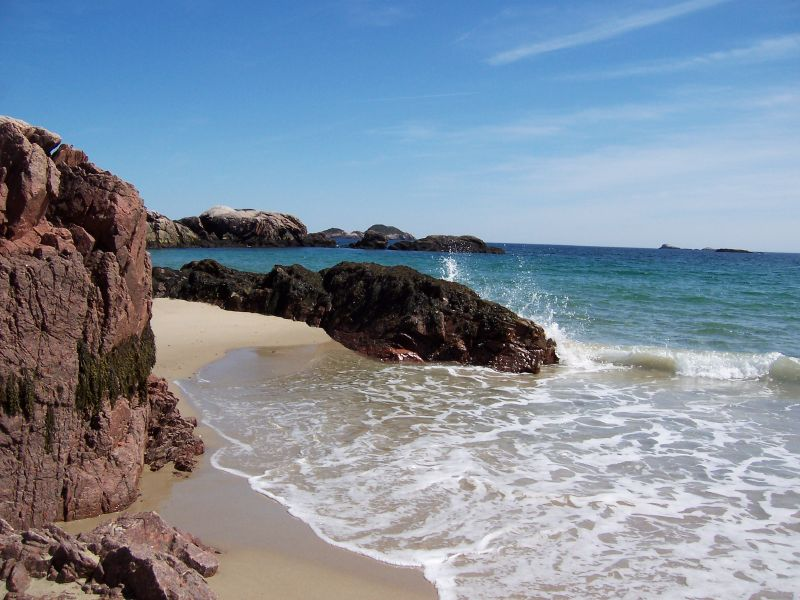
Playa del parque provincial de Sandbanks

El extremo norte de Labrador, a 60°22′N, comparte una corta frontera con Nunavut en la isla de Killiniq. Labrador también tiene una frontera marítima con Groenlandia. La superficie terrestre de Labrador (incluidas las pequeñas islas asociadas) es de 294.330 km². En conjunto, Terranova y Labrador representan el 4,06% de la superficie de Canadá, con una superficie total de 405.720 km².

### Clima
Terranova, en términos generales, tiene un subtipo de verano fresco, con un clima continental húmedo atribuible a su proximidad al agua - ninguna parte de la isla está a más de 100 km (62 mi) del Océano Atlántico. Sin embargo, el norte de Labrador está clasificado como clima de tundra polar, y el sur de Labrador tiene un clima subártico. Terranova y Labrador presentan una gran variedad de climas y patrones meteorológicos, incluyendo frecuentes combinaciones de fuertes vientos, nieve, lluvia y niebla, condiciones que habitualmente hacían difícil o imposible viajar por carretera, aire o ferry.
En los gráficos adjuntos se muestran las temperaturas medias mensuales, las precipitaciones y las nevadas de cuatro localidades. John's representa la costa este, Gander el interior de la isla, Corner Brook la costa oeste de la isla y Wabush el interior de Labrador. Los datos climáticos de 56 lugares de la provincia proceden de Environment Canada.

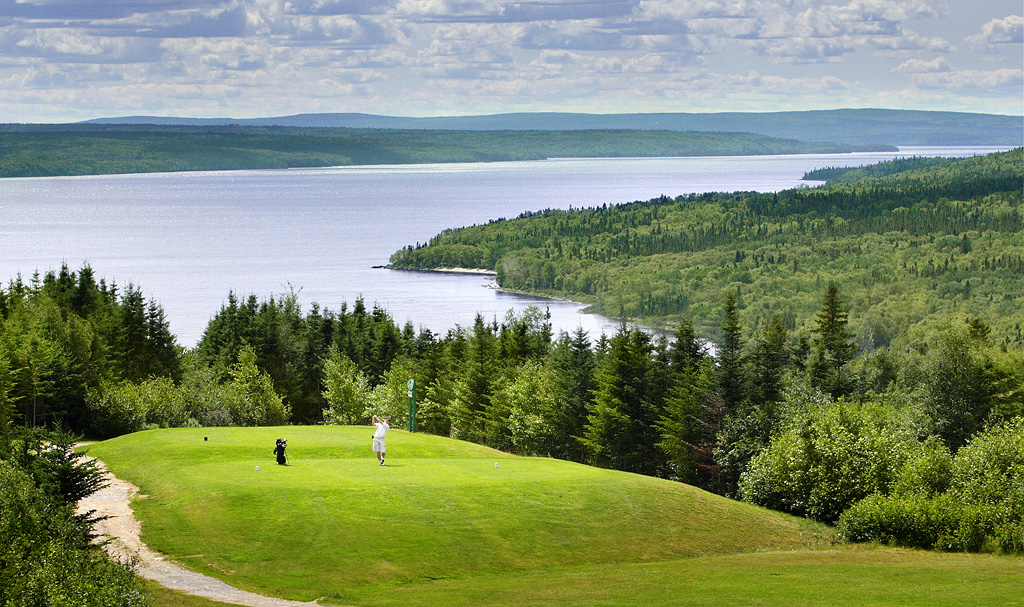
Lago Gander

Las temperaturas de las aguas superficiales en la vertiente atlántica alcanzan una media en verano de 12 °C (54 °F) en la costa y de 9 °C (48 °F) en alta mar, hasta mínimas invernales de -1 °C (30 °F) en la costa y de 2 °C (36 °F) en alta mar. Las temperaturas del mar en la costa occidental son más cálidas que en la vertiente atlántica en 1-3 °C (aproximadamente 2-5 °F). El mar mantiene las temperaturas invernales ligeramente más altas y las estivales algo más bajas en la costa que en el interior. El clima marítimo produce un tiempo más variable, abundantes precipitaciones en diversas formas, mayor humedad, menor visibilidad, más nubes, menos sol y vientos más fuertes que un clima continental.

#### Cambio climático
En el nuevo siglo, el gobierno provincial se anticipa a los retos que plantea el calentamiento global. Se estima que las temperaturas medias anuales locales ya se sitúan entre 0,8 °C y 1,5 °C por encima de las normas históricas, y la frecuencia de huracanes y tormentas tropicales se ha duplicado en comparación con el siglo pasado. Como resultado, la provincia está experimentando un aumento del deshielo del permafrost, inundaciones y daños en las infraestructuras, una reducción del hielo marino y un mayor riesgo de nuevas especies invasoras y enfermedades infecciosas.

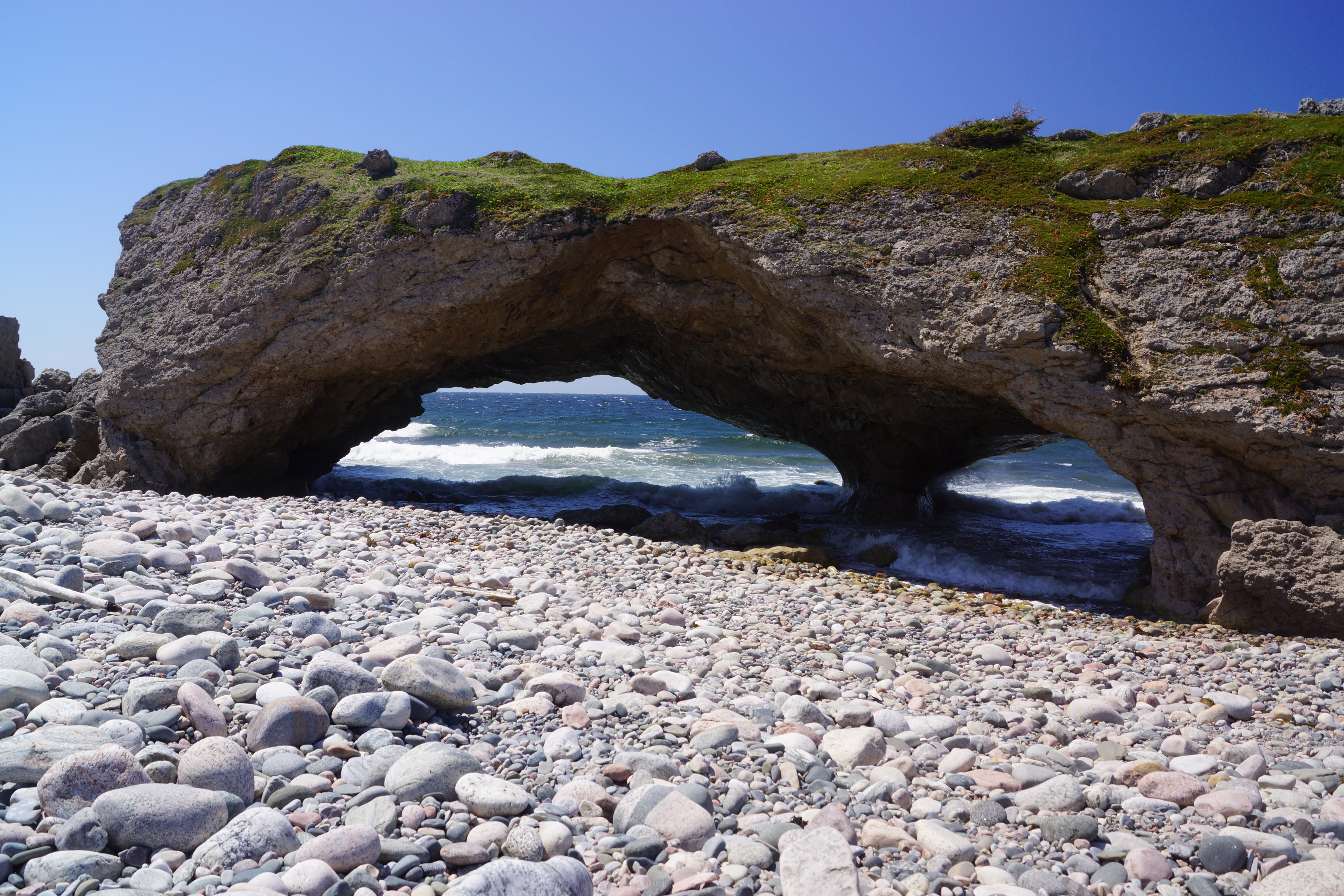
Arcos naturales de la Costa de la provincia

El Gobierno cree que en solo cincuenta años (2000-2050), las temperaturas en Terranova habrán aumentado entre dos grados y medio y tres grados en verano y entre tres grados y medio y cinco grados en invierno, y que en Labrador el calentamiento será aún más severo. En esas condiciones, la temporada invernal podría acortarse entre cuatro y cinco semanas en algunos lugares, y las tormentas extremas podrían provocar un aumento de las precipitaciones de más del 20 %, lo que aumentaría la probabilidad y la magnitud de las inundaciones. Mientras tanto, se prevé que el nivel del mar suba medio metro, lo que pondría en peligro las infraestructuras costeras. Frente a estos peligros, el gobierno apuesta por los «vastos recursos energéticos renovables eólicos, marinos e hidráulicos» de la provincia, con su potencial para reducir las emisiones de carbono en la provincia y en otros lugares.
En abril de 2023, tras años de retrasos y miles de millones de dólares en sobrecostes, se declaró finalizado un importante proyecto de generación hidroeléctrica en Muskrat Falls, con la prueba final del enlace de transmisión de 1100 km desde el emplazamiento en Labrador hasta una estación convertidora en las afueras de St John's. En teoría, podría sustituir todas las fuentes de electricidad de hidrocarburos existentes en la provincia. Por otro lado, los críticos señalan que, en la década hasta 2030, el Gobierno tiene previsto duplicar la producción de petróleo en alta mar, lo que aumentará significativamente las emisiones.
El 17 de enero de 2020, la provincia sufrió una gran tormenta de nieve, apodada «Snowmageddon», con vientos de hasta 134 km/h (83 mph). Las comunidades de St. John's, Mount Pearl, Paradise y Torbay declararon el estado de emergencia. El 18 de enero de 2020, el primer ministro Dwight Ball anunció que se había aprobado su solicitud de ayuda a las Fuerzas Armadas Canadienses y que tropas del 2.º Batallón del Regimiento Real de Terranova, CFB Halifax y CFB Gagetown llegarían a la provincia para ayudar en las tareas de limpieza de nieve y los servicios de emergencia. Una avalancha golpeó una casa en la zona de The Battery, en St. John's. El alcalde de St. John's, Danny Breen, dijo que la tormenta le costó a la ciudad 7 millones de dólares.

### Geología
La geología de Terranova y Labrador incluye rocas del subsuelo formadas como parte de la provincia de Grenville en el oeste y Labrador y el microcontinente Avaloniano en el este. Extensos cambios tectónicos, metamorfismo y actividad volcánica han formado la región a lo largo de la historia de la Tierra.

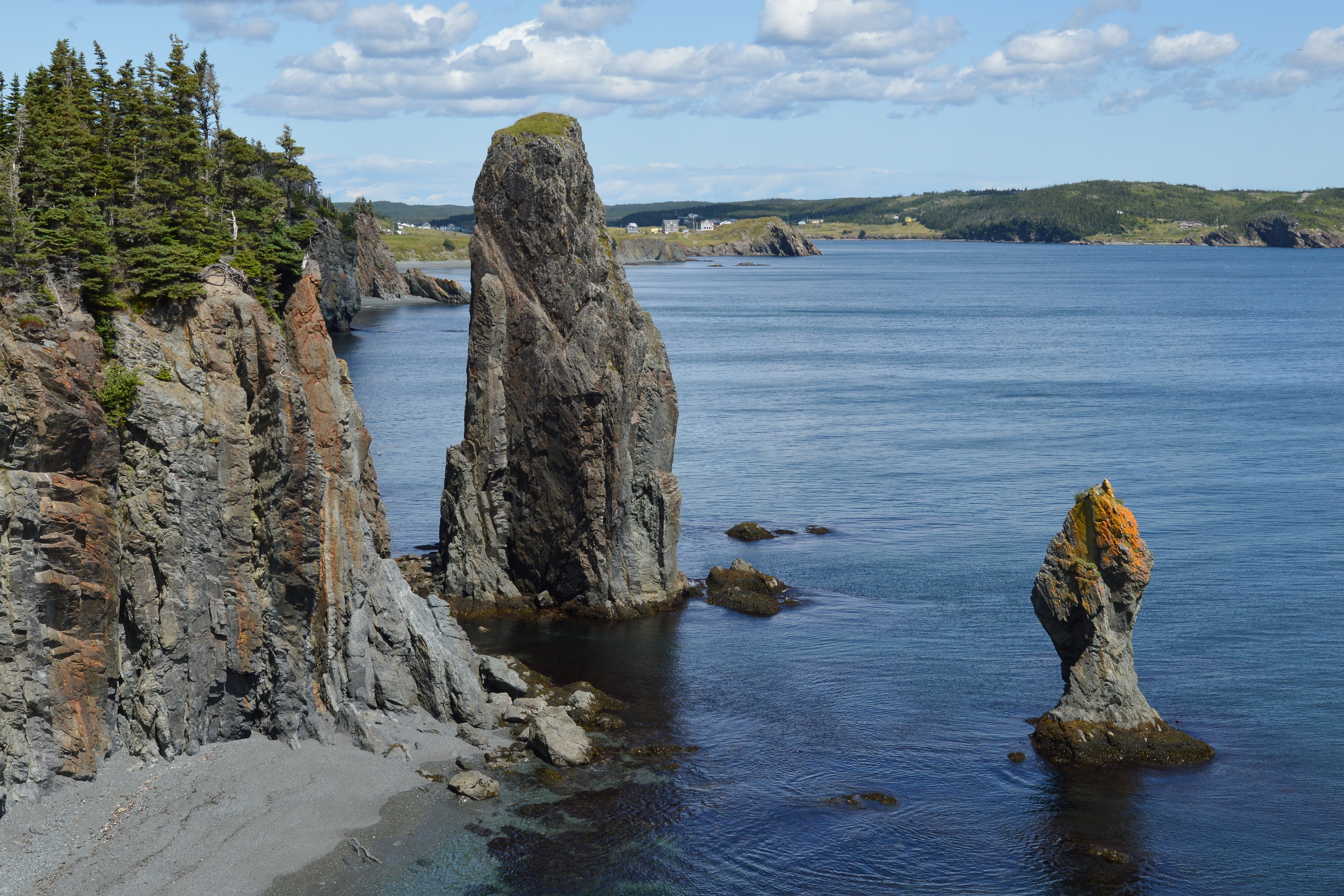
Escollos marinos en la bahía de Robinhood, Puerto Rexton, Terranova

A diferencia de su vecina Labrador, la isla de Terranova está en gran parte sustentada por rocas más jóvenes. Las provincias de Churchill, Nain, Superior y Grenville, presentes en Labrador, eran pequeños continentes o trozos de litosfera continental que se unieron para formar secciones del protocontinente norteamericano Laurentia y la amplia región estable conocida como Escudo Canadiense. A finales del Precámbrico, en el Neoproterozoico, la corteza continental que había surgido en el Arcaico hace casi 2.500 millones de años ya había experimentado hasta ocho ciclos supercontinentales.
A finales del Precámbrico y el Paleozoico, Avalonia (llamada así por la península de Avalon, en Terranova) se formó como un arco de islas volcánicas frente a la costa del supercontinente Pannotia, que perdió tierra a través del rifting y se convirtió en Gondwana. Este arco de islas volcánicas se dividió posteriormente en distintas zonas, pero en la actualidad subyace al sur de Nueva Inglaterra, Maine, Nueva Escocia, la isla del Príncipe Eduardo, el sur de Nuevo Brunswick, el sur de Irlanda, Inglaterra, Gales, Bélgica, los Países Bajos y gran parte del norte de Alemania. El noroeste de Terranova incluye rocas más antiguas afectadas por la orogenia de Grenville a finales del Proterozoico, durante la colisión de los continentes para formar el anterior supercontinente Rodinia.

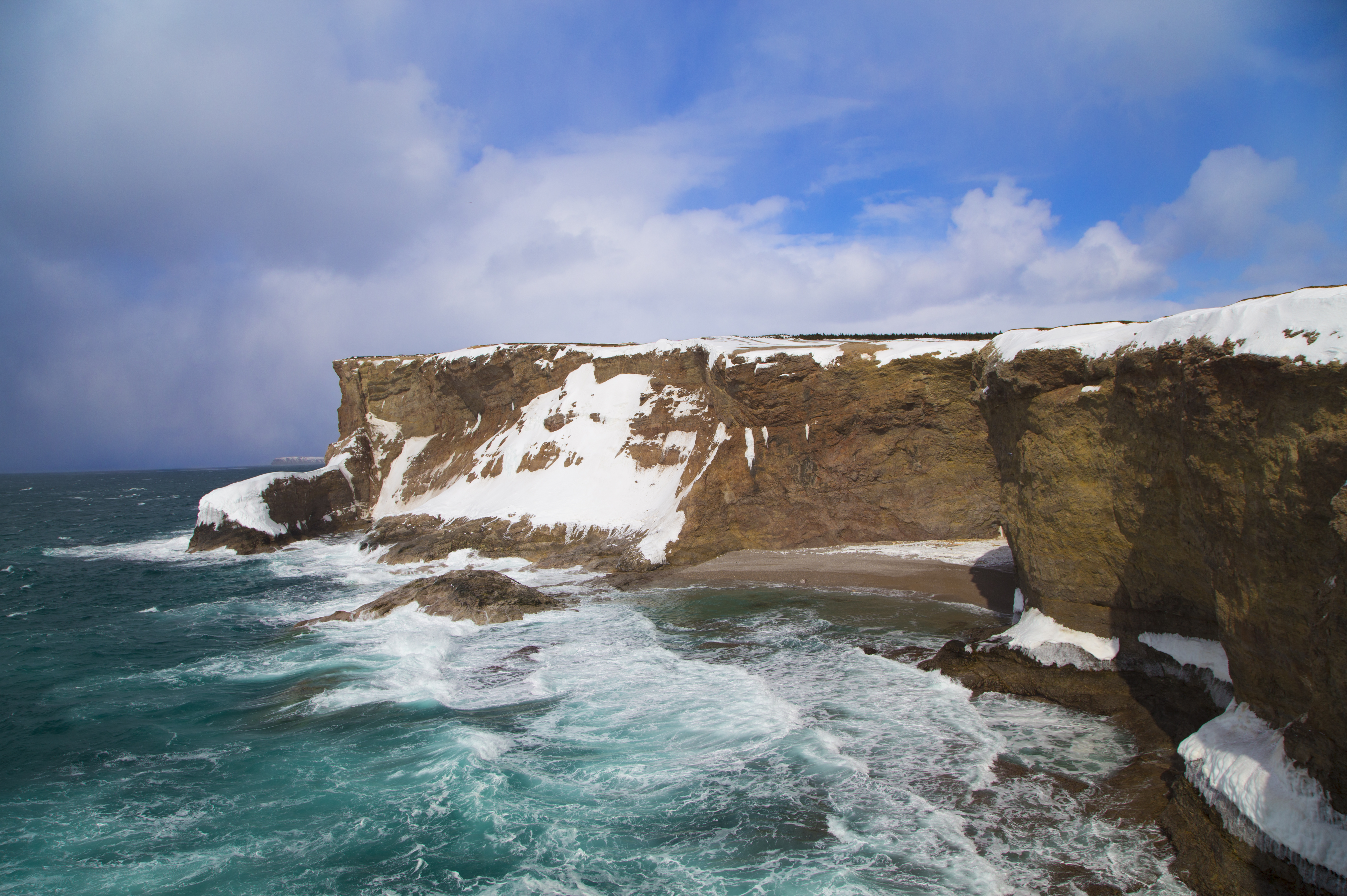
Acantilados del parque Boutte du cap en invierno

Ejemplos de rocas antiguas de este periodo incluyen la ignimbrita del Grupo Principal del Puerto del Precámbrico tardío y la toba de flujo de ceniza con obsidiana y augita en el centro de la península de Avalon. Rocas de edad similar se estaban formando en la roca basal de la provincia de Grenville en lo que se convertiría en el oeste de Terranova, como el Round Pond Granite formado hace 602 millones de años. Rocas sedimentarias y volcánicas de 15 kilómetros de espesor están expuestas en la Península de Avalon, depositadas en cuencas de rift como flysch y molasas con rocas volcaniclásticas en abanicos submarinos. La Formación Gaskiers contiene diamictitas que pueden haberse formado durante las glaciaciones de la Tierra Bola de Nieve y en algunas rocas se han encontrado fósiles y microfósiles ediacaranos. El norte de Terranova, en el borde del continente Laurentino, fue testigo de basaltos de inundación columnares en la zona de Cloud Hills en el Cámbrico.
La zona de Avalon es un área de rocas sedimentarias y volcánicas de 550 millones de años de antigüedad expuestas sólo en el este que conserva la geología original del microcontinente y se extiende 600 kilómetros mar adentro formando el Flemish Cap bajo el agua.

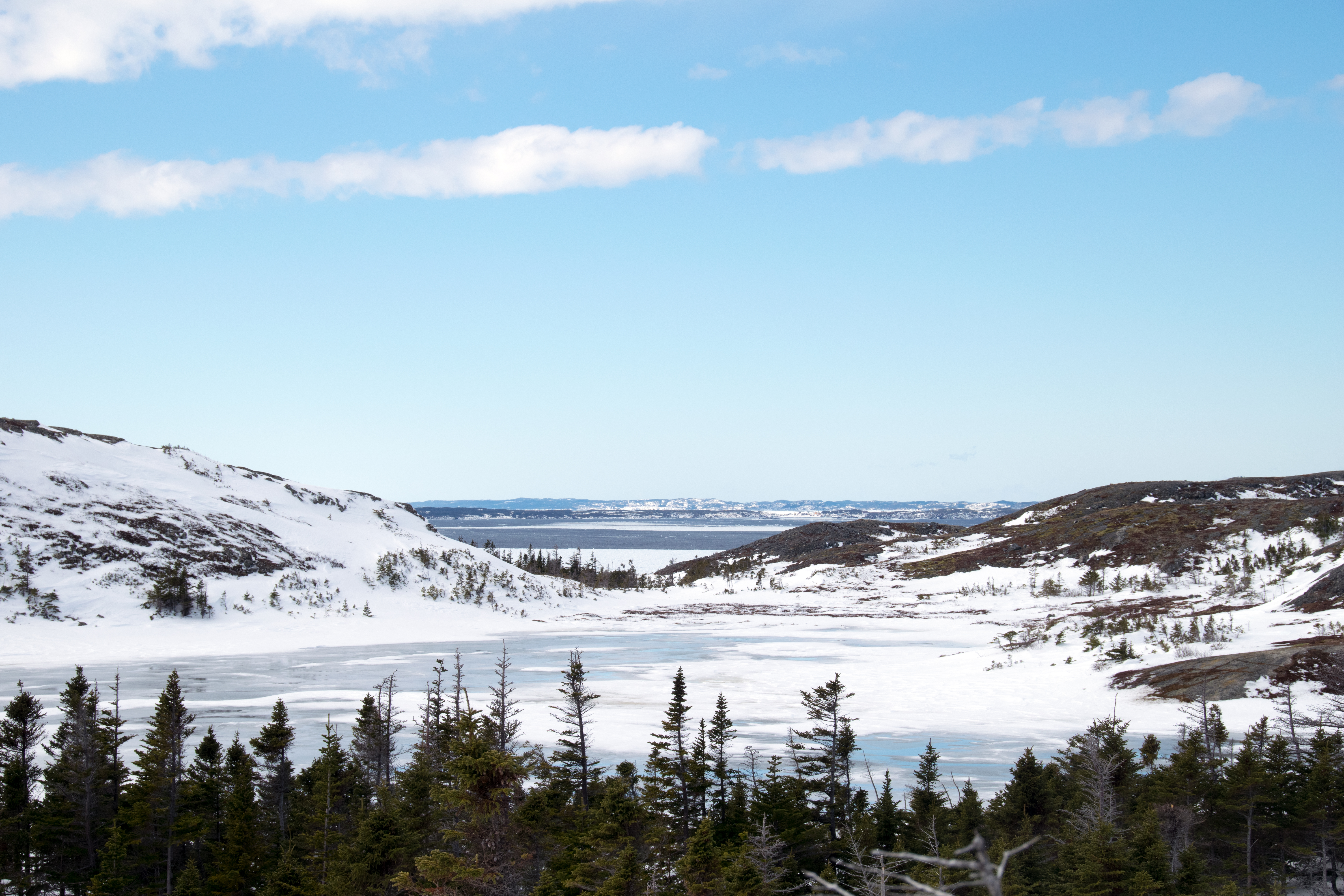
Paisaje de la Isla Fogo

A principios del Devónico, el microcontinente Avalonia y el arco insular de Bronson Hill colisionaron con Laurentia para formar el continente mediano Euramérica, provocando la orogenia Tacónica. La colisión cerró el océano Iapetus y obdujo el margen continental Laurentino bajo los dos arcos insulares. El proceso produjo una extraña zona abombada de material del manto hacia la superficie en forma de peridotita en el parque nacional de Gros Morne, esencialmente la única zona de la superficie terrestre donde el material del manto está presente como roca fría y cristalizada. También creó una zona de ofiolitas donde la corteza oceánica se preservó en tierra.
Los geólogos agrupan las rocas de esta zona en la Zona de Humber y la Zona de Dunnage, con el borde meridional de la Zona de Dunnage definido por el Cinturón Ultrabásico del Río Gander. La vecina zona de Gander contiene limolita, pizarra y arenisca cuarzosa, así como rocas deformadas y granito. Los sedimentos se depositaron en el margen continental durante el cierre del océano Iapetus.

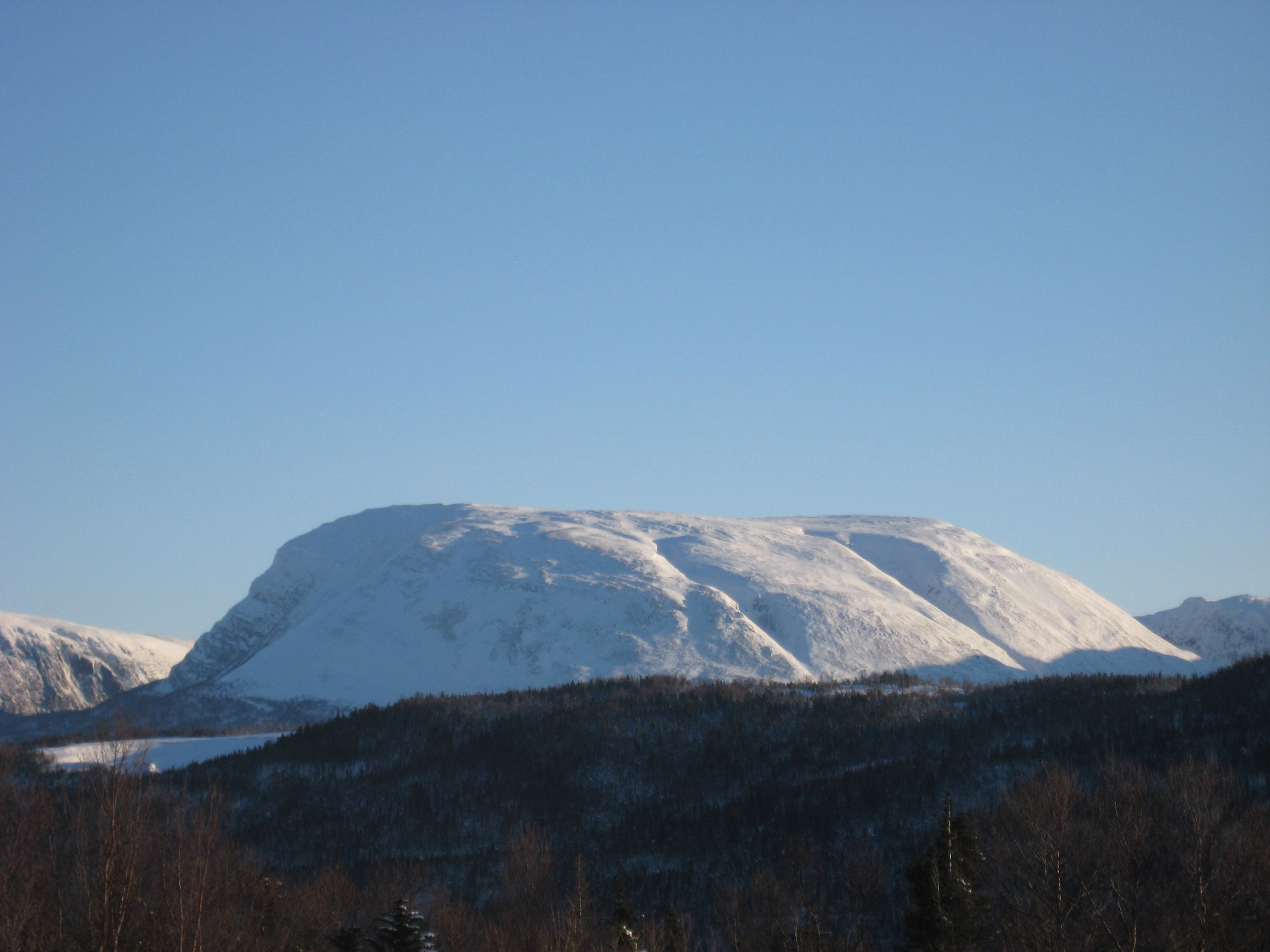
El Monte Gros Morne

Hace 356 millones de años, Gondwana colisionó con Euramérica, cerrando el océano Rheic y creando el supercontinente Pangea, que dejó Terranova y el microcontinente Avalonian (también conocido como terrane) muy al interior y trajo condiciones desérticas interiores generalizadas en todo el mundo. Terranova volvió a quedar expuesta al océano en el Triásico, cuando el rifting comenzó a formar nueva corteza oceánica y abrió el océano Atlántico.
Labrador forma parte del Escudo Canadiense oriental y las rocas ígneas intrusivas o metamórficas son las más comunes, con rocas sedimentarias en algunas zonas. Cuatro de las siete provincias del Escudo Canadiense forman Labrador. Las rocas de edad Arcaica y las tendencias estructurales este-oeste marcan la provincia Superior (una pequeña zona al oeste, cerca de Quebec) que abarca la granulita y la granodiorita del Complejo Ashuanipi intruidas por plutones félsicos ricos en piroxeno. La provincia de Nain se extiende a lo largo de la costa noreste y también presenta rocas de edad Arcaica, aunque con una mayor tendencia hacia el norte. La única excepción es el gneis recubierto por rocas metasedimentarias y metavolcánicas en el sureste, que fueron recristalizadas y metamorfizadas durante una orogenia de 1.420 millones de años. Un importante plutón de anortosita-adamélite intruye la provincia. Al sur de la ensenada de Davis, el gneis de Hopedale es la unidad rocosa definitoria

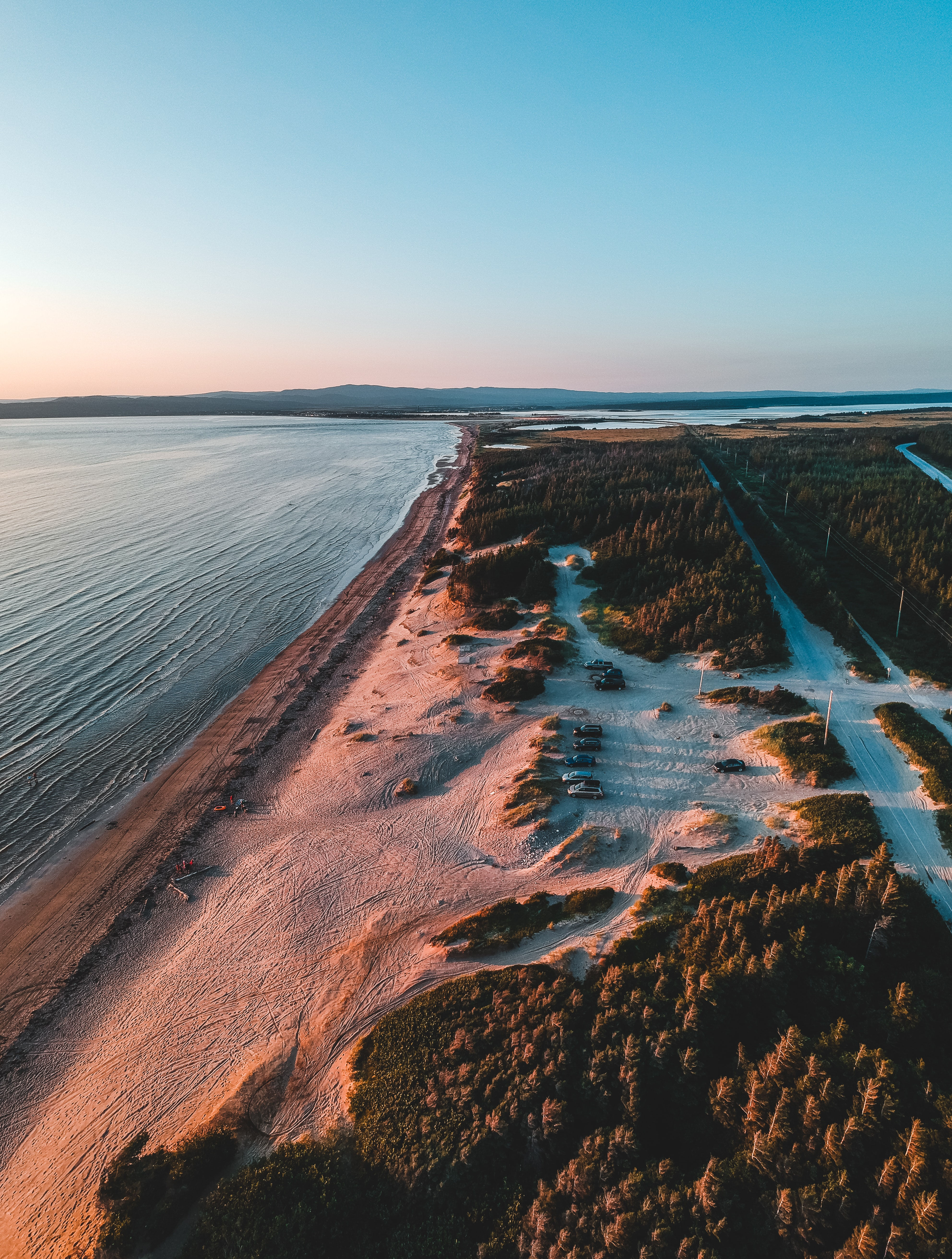
Dunas en la playa de Black Bank

El gneis Arcaico de Nain está superpuesto al norte de la comunidad de Nain, Terranova y Labrador, por el esquisto, arenisca y cuarcita no deformados del Grupo Ramah del Aphebian. Los basaltos tholeiíticos y flujos piroclásticos del Grupo Mugford recubren rocas sedimentarias similares. Las rocas volcánicas tienen entre 1.490 y 2.300 millones de años. La provincia de Nain se subdivide en la subprovincia de Makkovik, formada principalmente por las formaciones cuarzofeldespáticas, argilíticas, calizas, conglomerados, paragneiss y hierro del Grupo Aillik, de 25.000 pies de espesor.
La provincia de Churchill está situada en el interior del Labrador central septentrional y se deformó durante la orogenia hudsoniana. Las intrusiones de anortosita la ocultan parcialmente en algunos lugares, pero una zona de milonita marca su límite septentrional. Los geólogos estructurales la dividen en las rocas sedimentarias y volcánicas no deformadas del Supergrupo Kaniapiskau de la Fosa del Labrador (incluidos los gabros y plutones), al oeste, y la anortosita y el gneis de alta ley, al este.
Prácticamente todo el sur del Labrador pertenece a la importante provincia de Grenville, que subyace en gran parte del este de Canadá y el norte de Estados Unidos. Su límite septentrional con las demás provincias estructurales está marcado por extensas fallas y m ilonitas. Los gneises del Arcaico volvieron a metamorfosearse durante la orogenia de Grenville y fueron intruidos por plutones de anortosita-adamélite. El supergrupo Kaniapiskau se extiende hasta la provincia de Grenville, marcado por mármoles y cuarcitas.

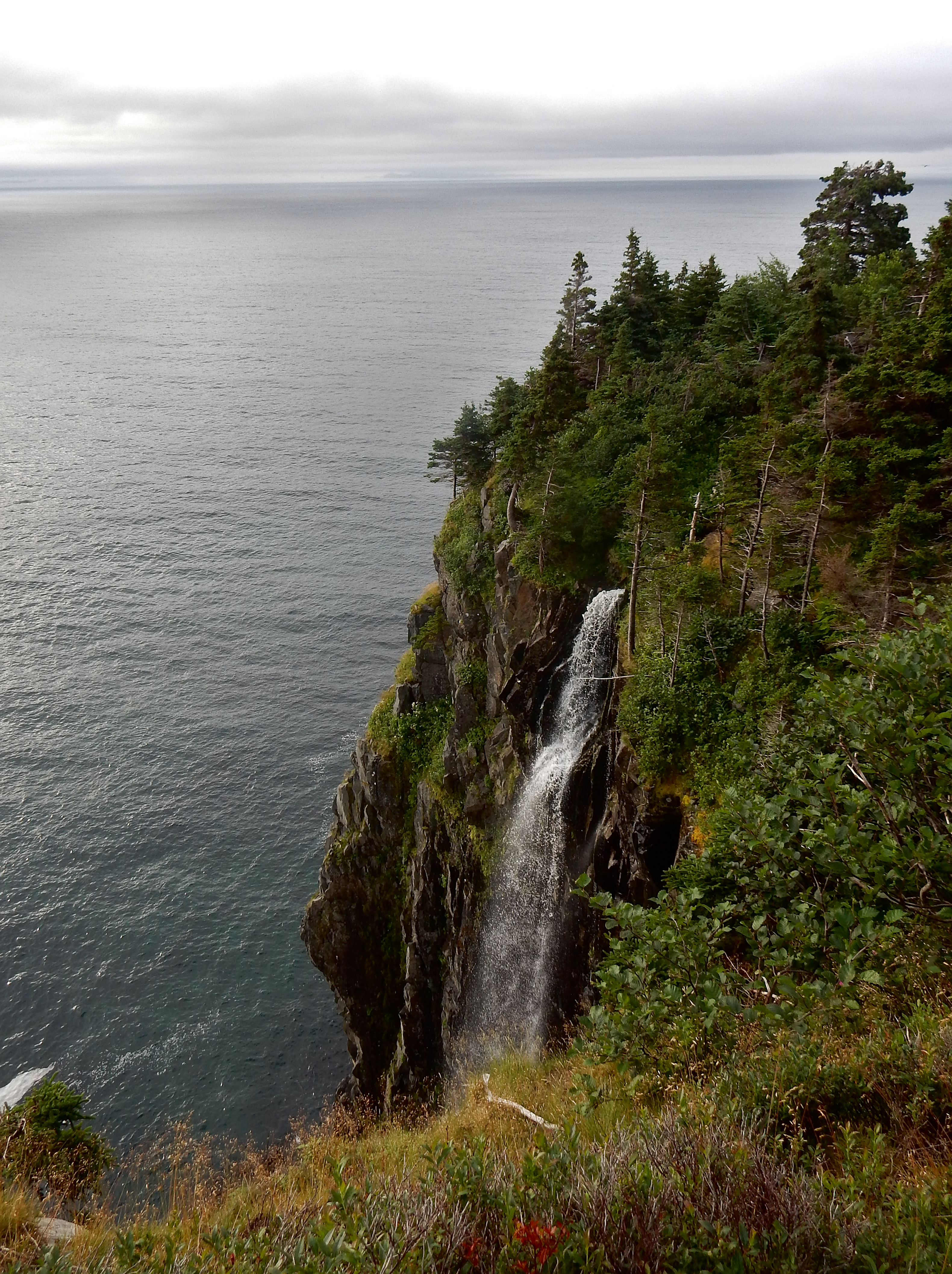
Catarata en la Costa de Terranova

Durante el Paleozoico, hace unos 334 millones de años, los basaltos de inundación se emplazaron en el norte de Terranova y el sur de Labrador.
A lo largo del Mesozoico y en el Cenozoico, el paisaje se erosionó, vertiendo arena en la plataforma del Labrador, principalmente a partir de metasedimentos más antiguos y rocas metavolcánicas que alcanzaron el grado de anfibolita en la secuencia de facies metamórficas. Cerca de Makkovik, la brecha del Mesozoico, cortada por diques de lamprofiro-carbonatita, marca la apertura del mar del Labrador.
La región experimentó repetidas glaciaciones durante el Pleistoceno. Los limos y lodos glaciomarinos registran el deshielo de los glaciares de la plataforma del Labrador, con una deposición significativa hace unos 20.000 años. Los análisis sugieren que la mayoría de estos sedimentos se originaron en tierra firme en el Labrador, aunque grandes cantidades de caliza (que está completamente ausente en el Labrador) indican una segunda fuente al norte, probablemente caliza paleozoica en el estrecho de Hudson y la bahía de Ungava.

### Flora y Fauna
La biosfera se subdivide en regiones geográficas llamadas biomas. Terranova y Labrador se dividen en dos biomas: tundra y taiga. El norte de Labrador forma parte de la tundra, mientras que el sur de Labrador forma parte de la taiga. Terranova no es típica de ninguno de los dos biomas, ya que carece de gran parte de la vida vegetal y animal característica de estos biomas. Durante la última glaciación, la isla de Terranova quedó completamente cubierta por glaciares y despojada de vida.

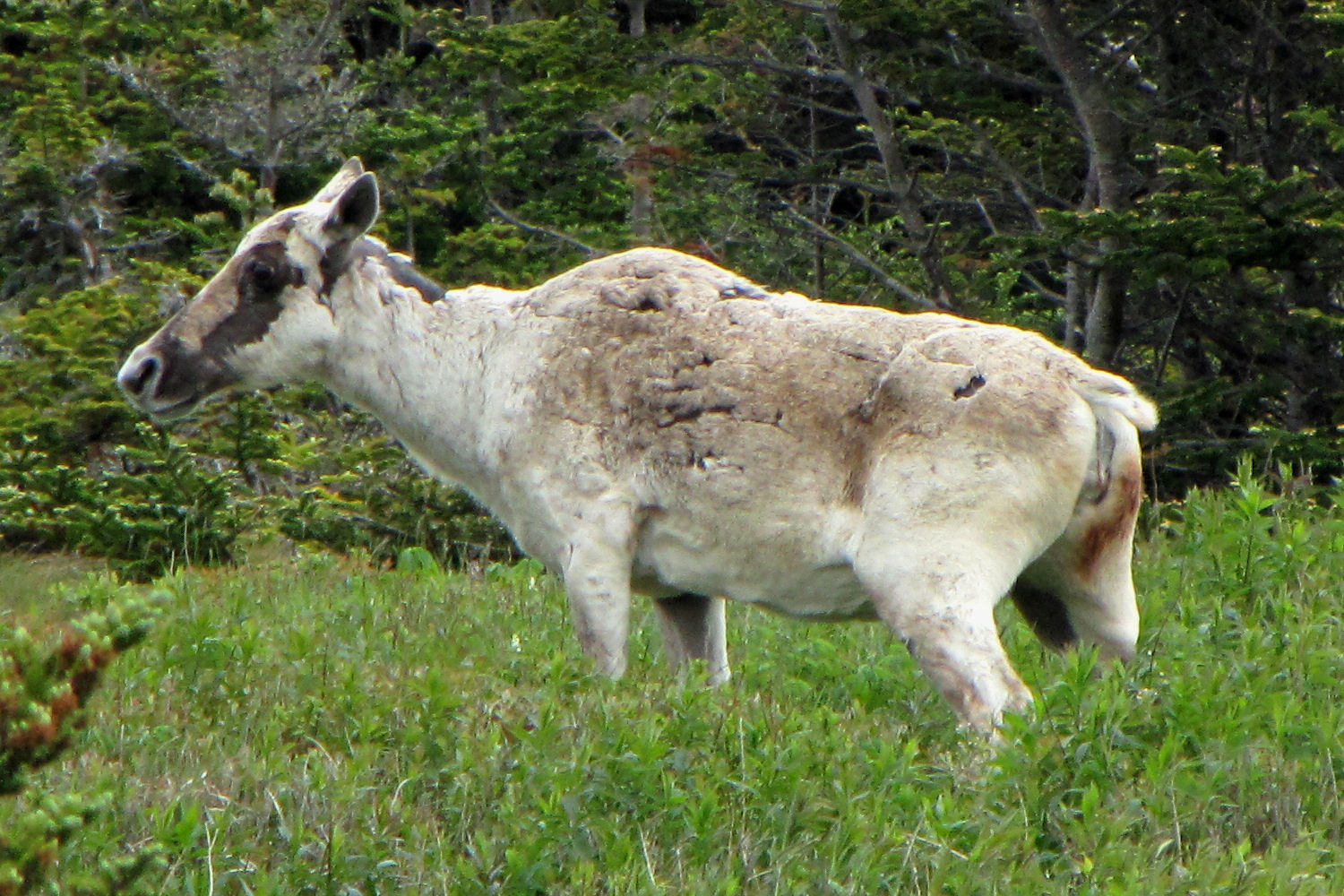
Un reno (Rangifer tarandus) en Terranova y Labrador

Solo aquellas especies que pudieron recolonizar la isla después de que los glaciares se retiraran hace unos 18 000 años se consideran «autóctonas». Del mismo modo, solo los peces de agua dulce capaces de sobrevivir en el agua salada nadaron hasta la isla. Labrador tiene 42 mamíferos nativos, mientras que Terranova solo alberga 14, sin serpientes, mapaches, mofetas ni puercoespines. En las áridas regiones interiores de la isla se pueden encontrar grandes manadas de caribúes de los bosques. Dos animales que antes residían en Terranova han sido declarados extintos: el alca gigante, un ave marina no voladora, y el lobo de Terranova, una subespecie del lobo gris. El pato de Labrador, que se cree que anidaba en Labrador, fue una de las primeras especies de aves norteamericanas en registrarse como extinta.
En la isla hay muchas plantas herbáceas e insectos. La costa oeste de la isla alberga más de 200 especies de plantas. Especies raras como la braya de Long (Braya longii) y la braya de Fernald (B. fernaldii) son endémicas de Terranova. Las brayas son pequeñas hierbas perennes de la familia Brassicaceae. Solo se encuentran en una estrecha franja de tierra que se extiende aproximadamente 150 kilómetros (93 millas) en la parte más occidental de la península Great Northern, un hábitat de páramos calizos. 

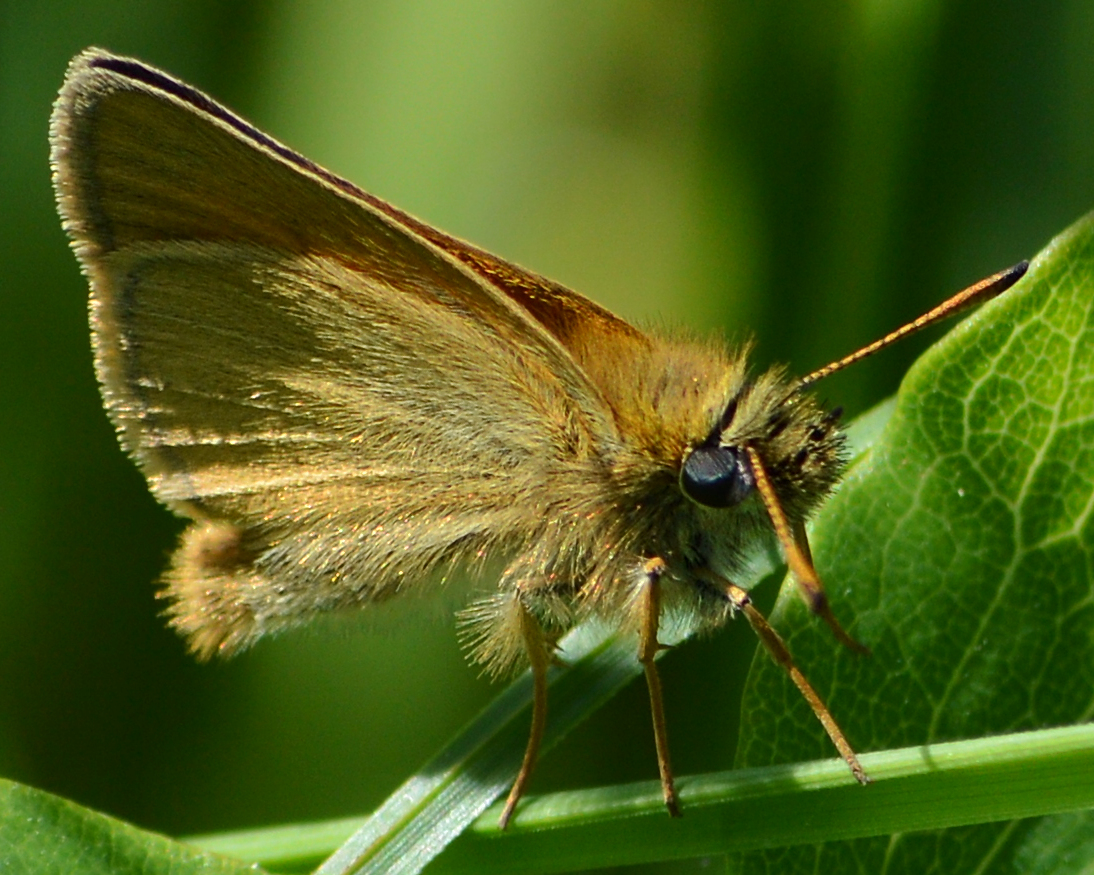
Una mariposa Dorada línea corta (Thymelicus lineola) en Bauline

La población de braya es escasa debido a la pérdida de hábitat por la extracción de grava. Los investigadores solo han encontrado tres poblaciones de braya de Long y 14 o 15 poblaciones de braya de Fernald. Los investigadores se han centrado en cómo los distintos tipos de perturbaciones afectan a la viabilidad a largo plazo de estas poblaciones. La provincia de Terranova y Labrador, junto con muchos socios, está estudiando la flora vegetal rara de la isla de Terranova y en 2002 anunció un plan de recuperación para la especie braya.
Muchas plantas y animales han sido introducidos en Terranova, ya sea por casualidad o deliberadamente. El alce, la liebre americana, la ardilla roja americana, la ardilla listada oriental y la musaraña enmascarada, entre otros, fueron traídos a la isla a través de mandatos específicos sobre la fauna silvestre. Los alces fueron introducidos en 1904 y ahora son los ungulados dominantes en la isla. En 1964 se llevó a cabo un experimento inusual que consistió en trasladar una pequeña manada de bisontes a la isla Brunette, en la bahía de Fortune. Se cree que el último de estos animales murió en 1994. Las ratas y los ratones se introdujeron de forma involuntaria, mientras que los visones escaparon de las granjas peleteras. Los coyotes son una incorporación muy reciente a la fauna de Terranova. Los responsables de la fauna silvestre aún debaten cómo llegaron los coyotes a la isla, pero es probable que cruzaran el hielo desde la isla de Cabo Bretón en la década de 1980. Terranova no tiene anfibios autóctonos, pero las ranas se introdujeron en la isla en la década de 1860 y los sapos casi un siglo después.

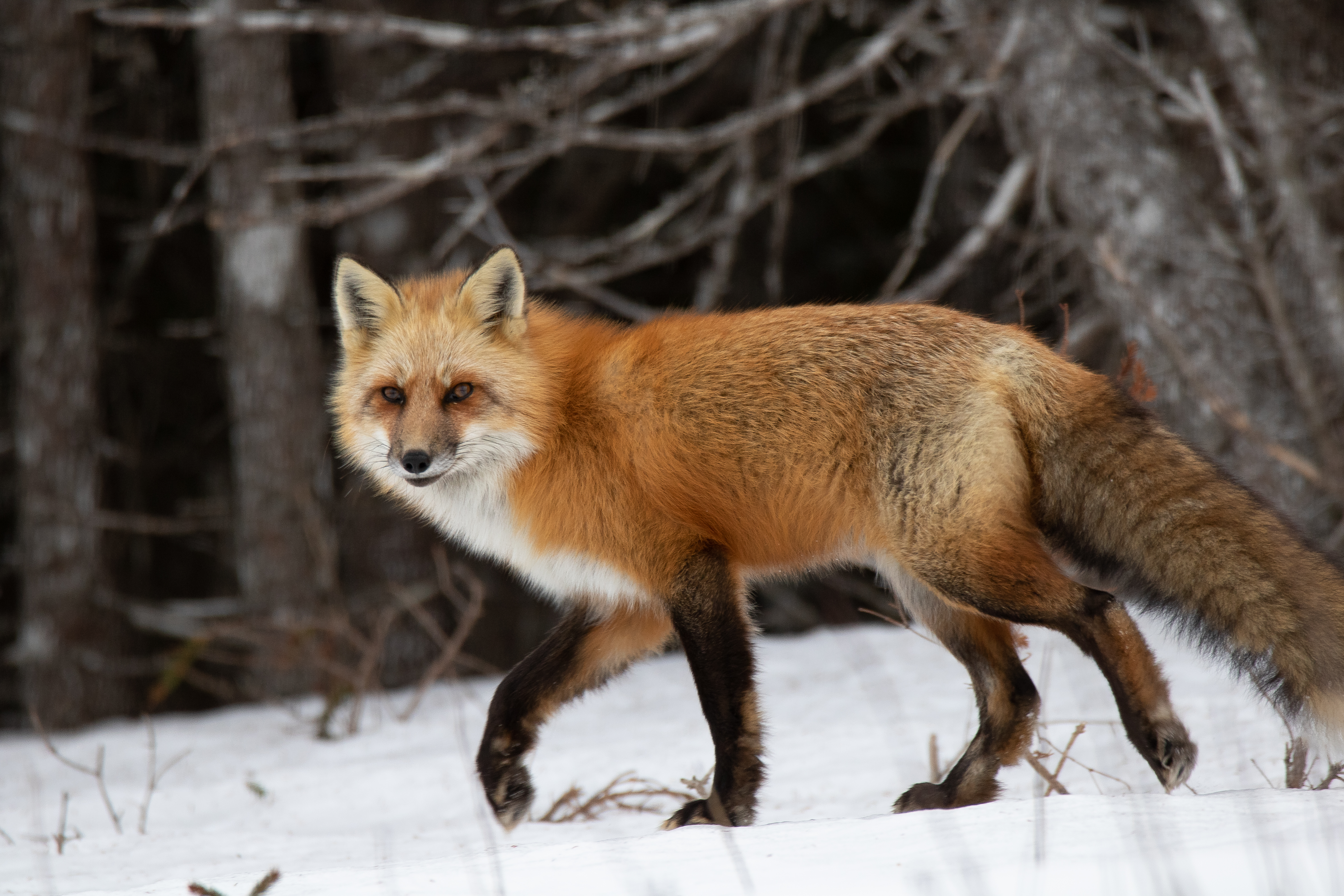
Un Zorro Rojo (Vulpes vulpes)

Las aguas marinas que rodean la provincia se consideran de naturaleza boreal o subártica.  Gran parte de la costa está cubierta de rocas, lo que permite que prospere una gran variedad de vida vegetal y animal. Las plantas más importantes de la costa son las grandes algas marrones, como las algas vejigadas, bifurcadas y nudosas, y las algas aladas y azucaradas, aunque también hay una serie de algas rojas y verdes. Entre los animales comunes de la región costera se encuentran los percebes, las lapas, los caracoles marinos, los mejillones azules, las anémonas de mar, las babosas marinas, los erizos de mar, las estrellas de mar y los cangrejos de roca. Las aguas más profundas albergan una gran variedad de peces, como el bacalao del Atlántico, los escorpiones y los cunners, el fletán, el eglefino, los tiburones y mamíferos marinos, como delfines, marsopas y ballenas. Las ballenas que se ven frente a las costas de Terranova incluyen ballenas piloto, ballenas minke, ballenas sei, ballenas fin y ballenas jorobadas. Las focas arpa y las focas con capucha suelen encontrarse en primavera, cuando dan a luz en los témpanos de hielo costeros. 
La tundra es una zona subártica con inviernos largos y fríos y veranos cortos y cálidos. Las precipitaciones son escasas. El suelo a un metro de profundidad y más abajo está permanentemente congelado (permafrost), lo que impide que el agua se drene fácilmente a través del suelo, por lo que se acumula en charcos poco profundos. Los árboles y arbustos están atrofiados, ya que sus raíces no pueden crecer en el permafrost. 

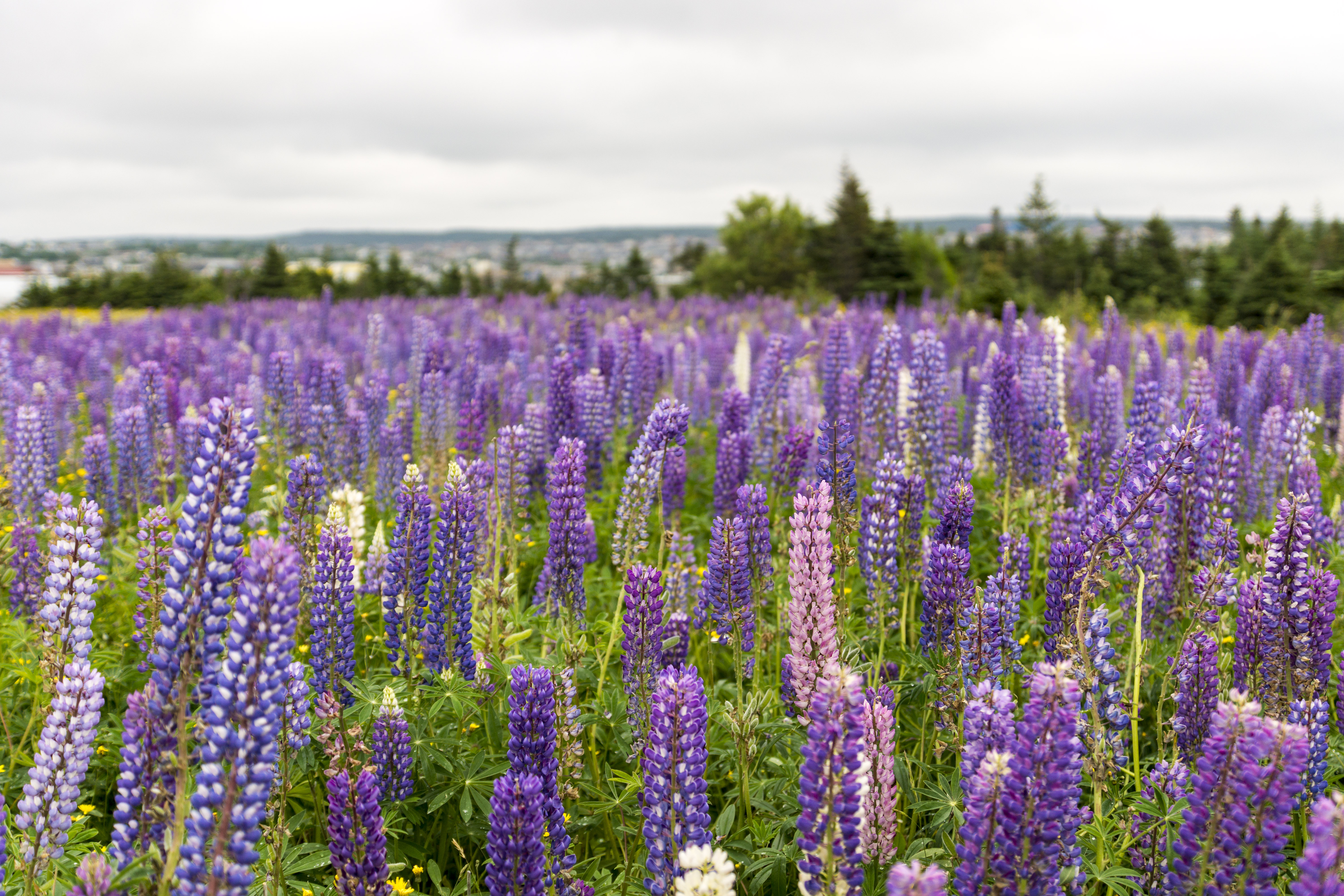
Un campo de Flores de Lupinus polyphyllus

En su lugar, se encuentran arbustos bajos, líquenes, musgos y pequeñas plantas herbáceas. Los mamíferos más comunes en la tundra son el caribú de la tundra, el lobo ártico, el zorro ártico, la liebre ártica, los lemmings y los topillos. Se han avistado ocasionalmente bueyes almizcleros cerca del cabo Chidley, el punto más septentrional de Labrador. El oso polar es el carnívoro dominante de la tundra, pero es un visitante ocasional de la costa de Terranova, especialmente en primavera. Muchas aves migran a Labrador en primavera para poner sus huevos y criar a sus crías antes de regresar al sur para pasar el invierno, entre ellas el eider común, el pato arlequín, el pardillo común y el bisbita americano. La tundra de Labrador es también el hogar permanente de la perdiz nival.
El sur de Labrador es principalmente taiga. Se caracteriza por bajas temperaturas invernales, una temporada de crecimiento más larga y más precipitaciones que la tundra. Los suelos suelen carecer de nutrientes importantes como el nitrógeno y el fósforo. La taiga está dominada por árboles coníferos, en particular el abeto balsámico y el abeto negro, aunque también están presentes el abedul blanco caducifolio, el álamo temblón y el serbal de los cazadores. Los animales más comunes son el alce, el oso negro americano, el lince canadiense, el zorro rojo, la marta de pino, la comadreja de cola corta y el visón americano. Los castores, las ratas almizcleras y las nutrias de río prosperan en los numerosos ríos, arroyos y humedales. La perdiz nival, el cuervo común y la curruca capirotada habitan los bosques del sur de Labrador, mientras que las águilas reales, los halcones de patas ásperas y los halcones peregrinos anidan en los acantilados escarpados.

## Política y Gobierno
Terranova y Labrador se rige por un gobierno parlamentario dentro de la construcción de la monarquía constitucional; la monarquía en Terranova y Labrador es la base de los poderes ejecutivo, legislativo y judicial. El soberano es el Rey Carlos III, que también ejerce como jefe de estado de otros 14 países de la Commonwealth, de cada una de las otras nueve provincias de Canadá y del reino federal canadiense; reside en el Reino Unido. El representante del Rey en Terranova y Labrador es el Vicegobernador de Terranova y Labrador, actualmente Joan Marie Aylward.

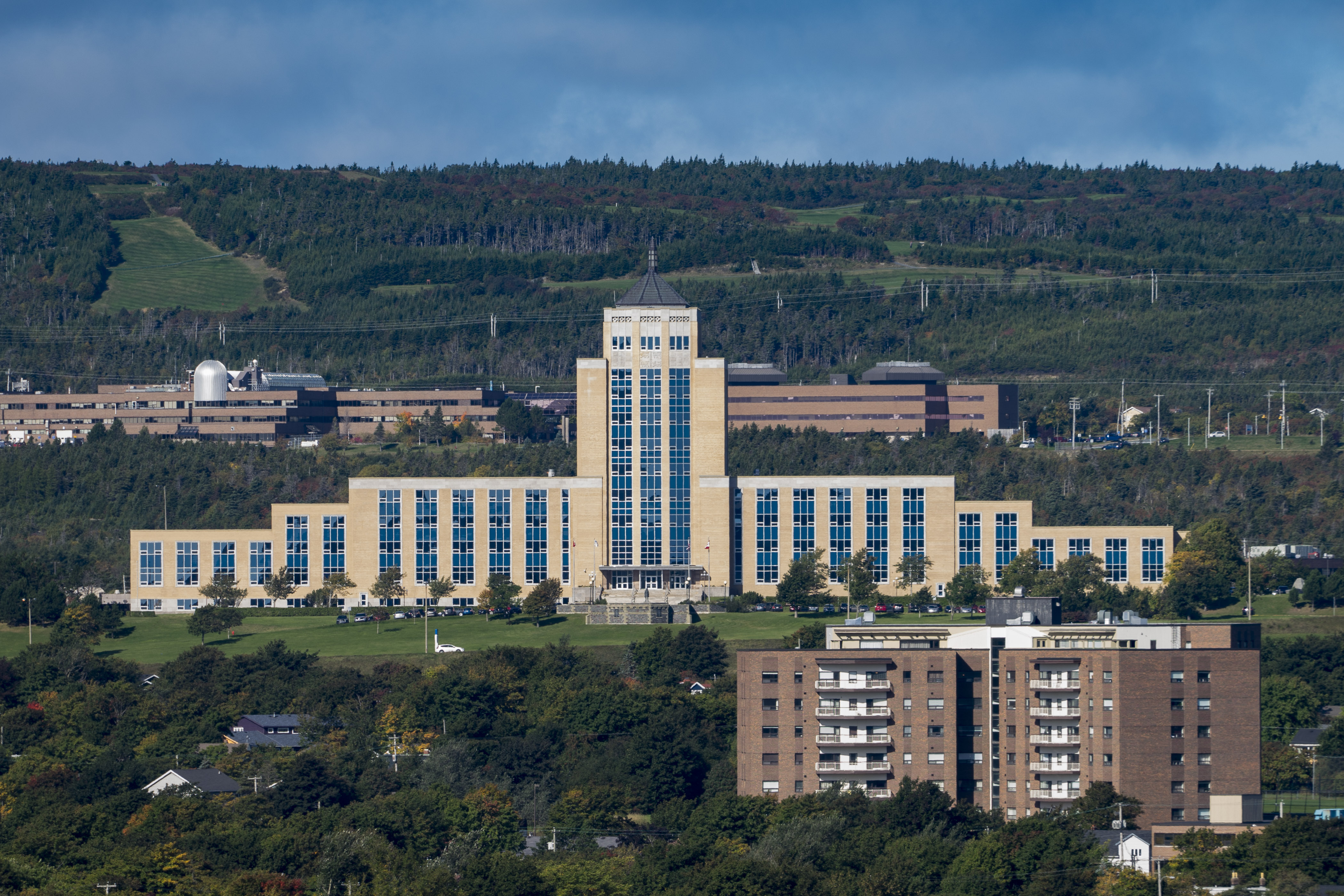
Edificio de la Confederación (frente), St. John's, Terranova, Canadá

La participación directa de las figuras reales y virreinales en el gobierno es limitada; en la práctica, su uso de los poderes ejecutivos está dirigido por el Consejo Ejecutivo, un comité de ministros de la Corona responsables ante la Asamblea unicameral elegida. El Consejo es elegido y presidido por el primer ministro de Terranova y Labrador, jefe del gobierno. Después de cada elección general, el vicegobernador suele nombrar primer ministro al líder del partido político que tenga mayoría o pluralidad en la Cámara de la Asamblea. El líder del partido con el segundo mayor número de escaños suele convertirse en el Líder de la Leal Oposición de ''Su Majestad'' y forma parte de un sistema parlamentario adversario destinado a mantener al gobierno bajo control.
Cada uno de los 40 miembros de la Cámara de la Asamblea (MHA) es elegido por mayoría simple en un distrito electoral. Las elecciones generales deben ser convocadas por el vicegobernador el segundo martes de octubre cuatro años después de las elecciones anteriores, o pueden ser convocadas antes, por consejo del primer ministro, en caso de que el gobierno pierda una moción de confianza en la asamblea legislativa. Tradicionalmente, la política en la provincia ha estado dominada tanto por el Partido Liberal como por el Partido Conservador Progresista. Sin embargo, en las elecciones provinciales de 2011, el Nuevo Partido Democrático, que hasta entonces sólo había cosechado éxitos menores, logró un gran avance y se situó segundo en la votación popular, por detrás de los Conservadores Progresistas.

## Demografía
Según el censo canadiense de 2001, el grupo étnico más grande de Terranova y Labrador son los ingleses (39,4 %), seguido de los irlandeses (19,7 %), escoceses (6 %), franceses (5,5 %), españoles (2,09 %) y las Naciones Originarias de Canadá (3,2 %).
Población desde 1951
| Año   | Población | Incremento en porcentaje en cinco años | Incremento en porcentaje en diez años | Puesto de población por provincias |
| ----- | --------- | -------------------------------------- | ------------------------------------- | ---------------------------------- |
| 1951  | 361 416   | n/a                                    | n/a                                   | 9                                  |
| 1956  | 415 074   | 14,8                                   | n/a                                   | 9                                  |
| 1961  | 457 853   | 10,3                                   | 26,7                                  | 9                                  |
| 1966  | 493 396   | 7,8                                    | 18,9                                  | 9                                  |
| 1971  | 522 100   | 5,8                                    | 14,0                                  | 9                                  |
| 1976  | 557 720   | 6,8                                    | 13,0                                  | 9                                  |
| 1981  | 567 681   | 1,8                                    | 8,7                                   | 9                                  |
| 1986  | 568 350   | 0,1                                    | 1,9                                   | 9                                  |
| 1991  | 568 475   | 0,02                                   | 0,1                                   | 9                                  |
| 1996  | 551 790   | -2,9                                   | -2,9                                  | 9                                  |
| 2001  | 512 930   | -7,0                                   | -9,8                                  | 9                                  |
| 2006* | 505 469   | -0,6                                   | -7,6                                  | 9                                  |

* Estimación previa al censo de 2006.

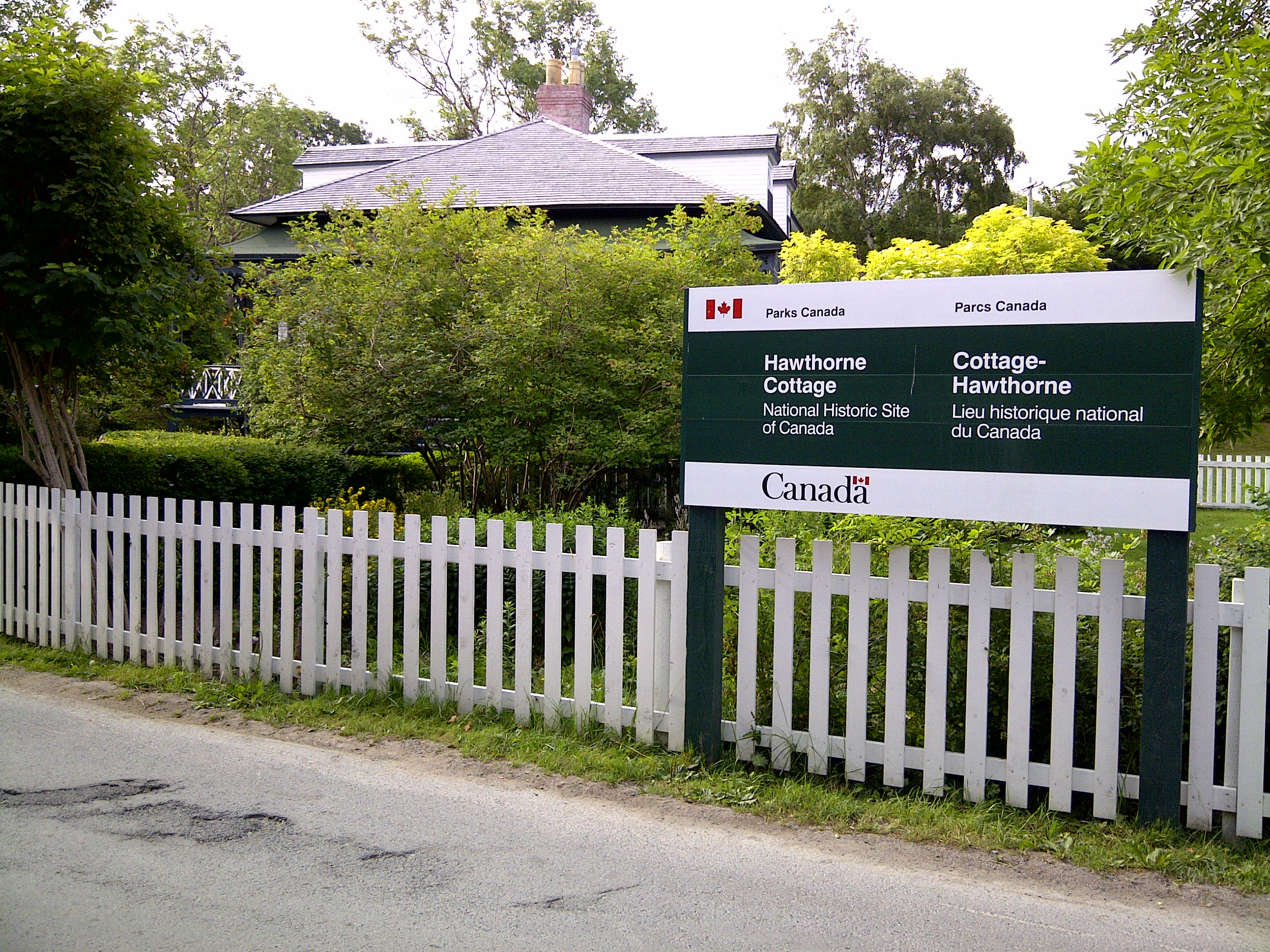
Un cartel en Terranova y Labrador escrito en inglés y francés

Fuente: Statistics Canada

### Idiomas
Inglés de Terranova es un término que hace referencia a cualquiera de los diversos acentos y dialectos de la lengua inglesa que se hablan en la provincia de Terranova y Labrador. La mayoría de ellos difieren sustancialmente del inglés que se habla habitualmente en otros lugares de la vecina Canadá y del Atlántico Norte. Muchos dialectos de Terranova se parecen a los del West Country inglés, sobre todo a los de la ciudad de Bristol y los condados de Cornualles, Devon, Dorset, Hampshire y Somerset, mientras que otros se asemejan a los de los condados del sureste de Irlanda, sobre todo Waterford, Wexford, Kilkenny y Cork. Otros mezclan elementos de ambos, y también hay una influencia perceptible del inglés escocés. Aunque los escoceses llegaron en menor número que los ingleses e irlandeses, tuvieron una gran influencia en la sociedad de Terranova.
Los topónimos locales en lengua irlandesa incluyen Terranova (Talamh an Éisc, Tierra de los peces) y San Juan (Baile Sheáin) Ballyhack (Baile Hac), Cappahayden (Ceapach Éidín), Kilbride y Santa Bride (Cill Bhríde), Duntara, Port Kirwan y Skibbereen (Scibirín). Aunque el dialecto local de la lengua irlandesa en Terranova se ha extinguido, la lengua se sigue enseñando localmente y la organización Conradh na Gaeilge sigue activa en la provincia.

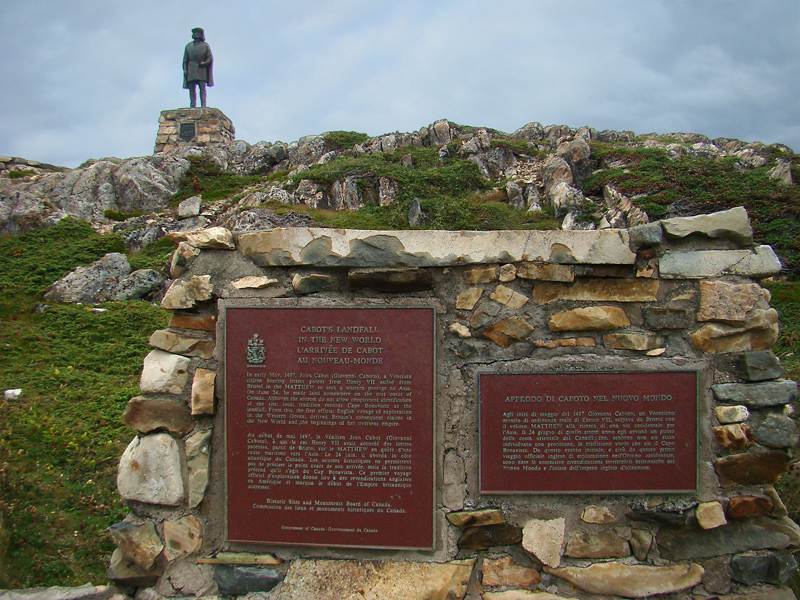
Placa en honor a Giovanni Caboto escrita en inglés, francés e italiano

También se hablaba un dialecto local del gaélico escocés en el valle de Codroy, en Terranova, tras el asentamiento allí, a partir de mediados del siglo XIX, de hablantes de gaélico canadienses procedentes de Cabo Bretón (Nueva Escocia). Unos 150 años después, la lengua no ha desaparecido del todo, aunque ya no cuenta con hablantes fluidos. En gaélico canadiense, los dos nombres principales de Terranova son Talamh an Èisg y Eilein a' Trosg.
Todavía existe una comunidad de francófonos de Terranova en la península de Port au Port, un vestigio de la «costa francesa» a lo largo de la costa oeste de la isla.
En la provincia se hablan varias lenguas indígenas de las familias lingüísticas algonquina (miꞌkmaq e innu) y esquimo-aleut (inuktitut).
Según el censo de 2006 contaba con una población de 505 469 habitantes. Para las 499.830 personas que respondieron a la pregunta concerniente a «la lengua materna», las lenguas más comunes eran las siguientes:
| Puesto | Idioma               | N.º de personas | Porcentaje |
| ------ | -------------------- | --------------- | ---------- |
| 1.     | inglés               | 488 405         | 97,7 %     |
| 2.     | francés              | 1885            | 0,4 %      |
| 3.     | innu-aimun - naskapi | 1585            | 0,3 %      |
| 4.     | chino                | 1080            | 0,2 %      |
| 5.     | español              | 963             | 0,1 %      |
| 6.     | alemán               | 655             | 0,1 %      |
| 7.     | inuktitut            | 595             | 0,1 %      |
| 8.     | urdu                 | 550             | 0,1 %      |
| 9.     | árabe                | 540             | 0,1 %      |
| 10.    | neerlandés           | 300             | 0,1 %      |
| 11.    | ruso                 | 225             | ~          |
| 12.    | italiano             | 195             | ~          |

Las cifras mostradas arriba son el número de respuestas que marcaron una única lengua y con dichos datos se ha hallado el porcentaje de las respuestas. Hubo también 435 respuestas que marcaron inglés y otra lengua no oficial, 30 que marcaron francés y otra lengua no oficial, 295 que marcaron inglés y francés, 10 que marcaron inglés, francés y otra lengua no oficial y 14 305 personas que no respondieron a la pregunta o que marcaron varias lenguas no oficiales.

## Economía

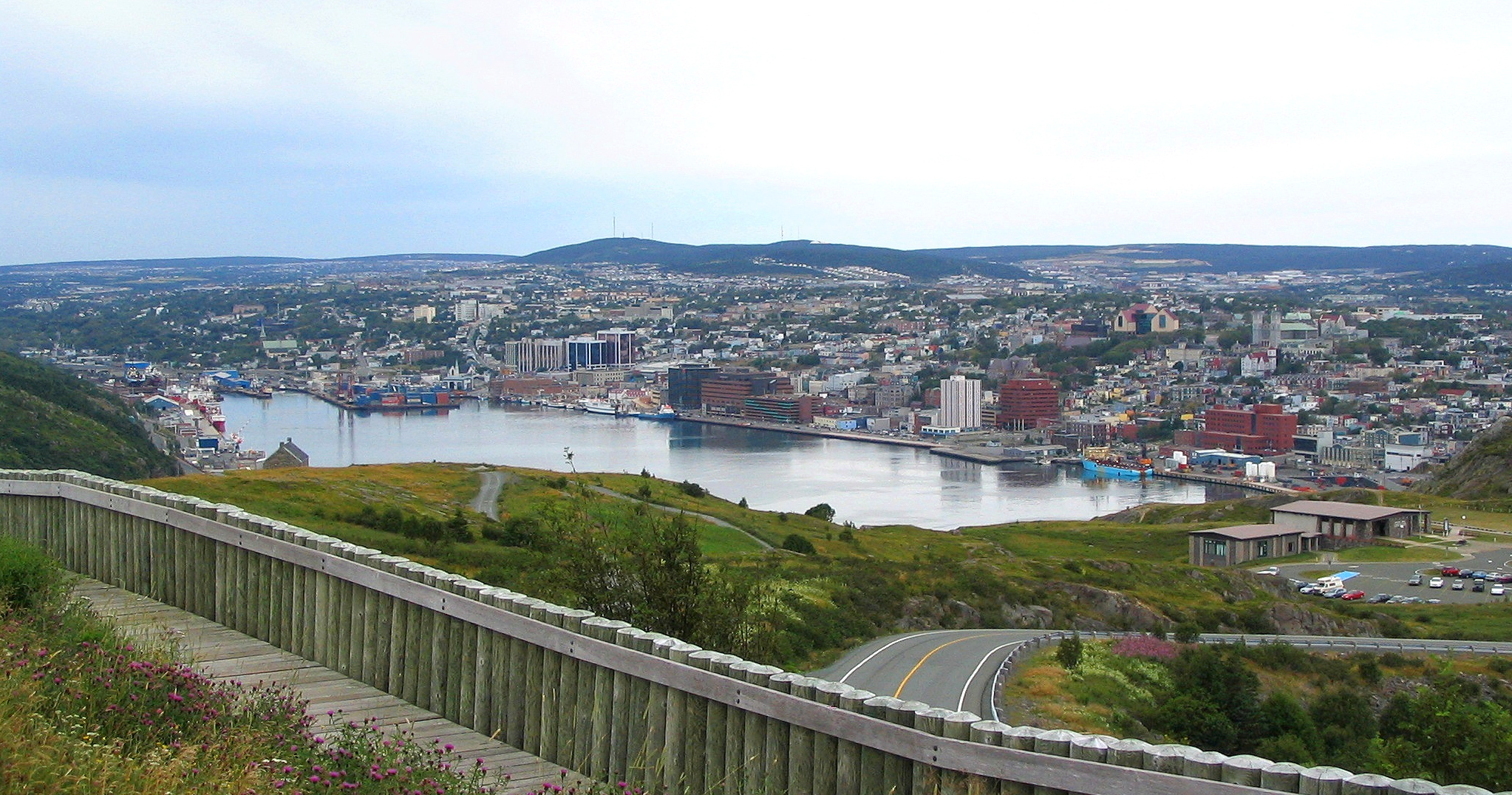
San Juan de Terranova, capital de la provincia.

Durante muchos años, Terranova y Labrador tuvo una economía deprimida. Tras el colapso de la pesca de bacalao, la provincia registró altas tasas de desempleo y la población disminuyó en alrededor de 60 000 personas. Sin embargo, la creciente industria minera y los recientes descubrimientos de petróleo en alta mar han empujado la economía.
El PIB alcanzó los 28,1 mil millones de dólares canadienses, en comparación con 25,0 mil millones en 2009. El PIB per cápita en 2008 fue de 61 763 dólares canadienses, muy superior a la media nacional. Los servicios aportan más del 60 % del PIB, especialmente los servicios financieros, cuidado de la salud y la administración pública. Otras importantes industrias son la minería, la explotación petrolera y la manufactura.

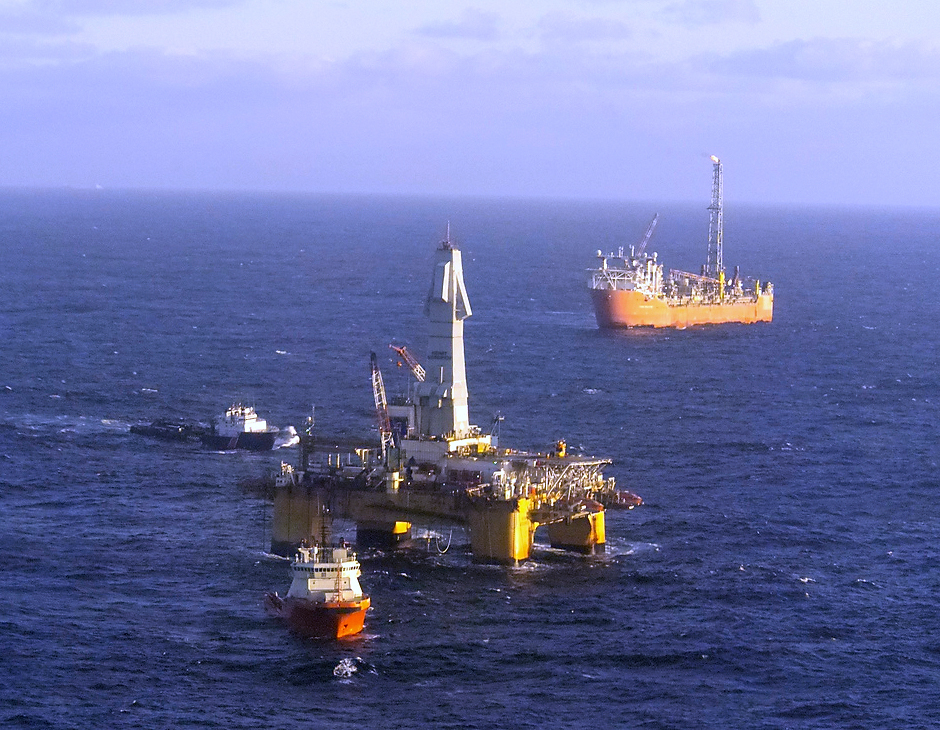
Plataforma petrolífera en el campo petrolífero Terranova.

La explotación minera se centra en la obtención de hierro, níquel, cobre, zinc, plata y oro. La extracción de petróleo fue de 110 millones de barriles, lo que elevó el PIB un 15 %. Por otra parte, la industria pesquera sigue siendo una parte importante de la economía provincial ya que emplea aproximadamente 26 000 personas y contribuye con más de $ 440 millones de dólares canadienses al PIB. La pesca combinada de peces como el bacalao, eglefino, halibut, el arenque y la caballa fue de 165 000 toneladas en 2010, valoradas en aproximadamente en 130 millones $ de dólares canadienses. Los mariscos, como cangrejos, camarones y almejas, representaron 215 000 toneladas, con un valor de 316 millones $ en el mismo año. El valor de los productos derivados de la caza de focas fue de 55 millones $.
La industria forestal es importante, ya que produce 462 000 toneladas de madera al año. El valor de las exportaciones de papel prensa es muy variable de año en año, dependiendo del precio del mercado mundial.
La acuicultura es una industria nueva para la provincia, que en 2006 produjo más de 10 000 toneladas de salmón del Atlántico, los mejillones y trucha arco iris de más de 50 millones $. En Terranova se limita a las áreas al sur de San Juan, cerca de Deer Lake y en el Valle de Codroy. Se cultivan principalmente patatas, nabos, zanahorias y el repollo para el consumo local. Arándanos silvestres y moras son cultivadas con fines comerciales y se utiliza en mermeladas y vino. La ganadería se reduce a la avícultura y a la producción lechera. Aparte del procesamiento de mariscos, la fabricación de papel y la refinación de petróleo, la industria se complementa con pequeñas industrias productoras de alimentos, la producción de cerveza y otras bebidas, y el calzado. El turismo también está en crecimiento.

## Transporte

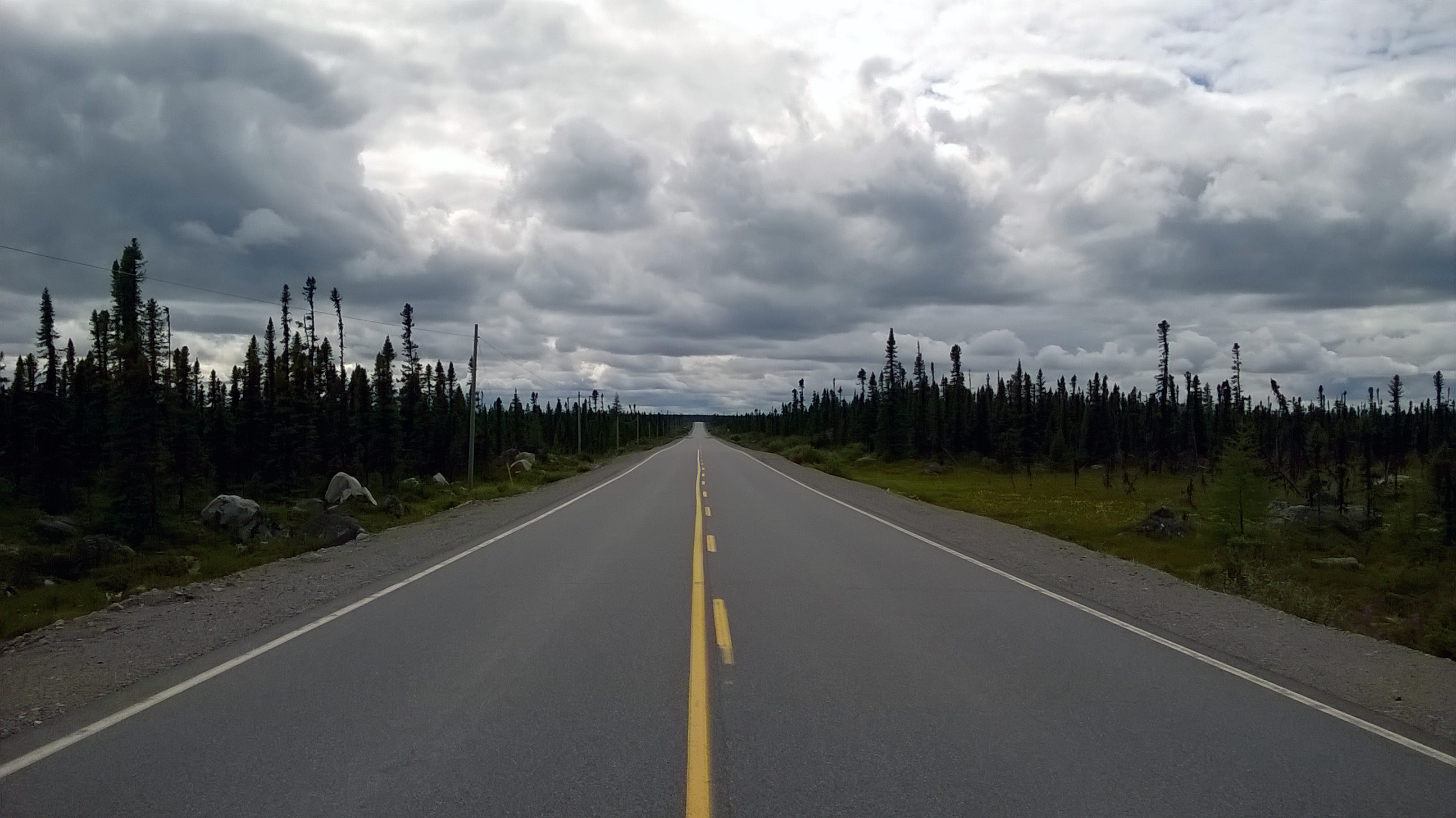
Una Autopista en Labrador

### Transbordadores
Dentro de la provincia, el Departamento de Transporte y Obras Públicas de Terranova y Labrador opera o patrocina 15 rutas de transbordadores para automóviles, pasajeros y mercancías que conectan diversas comunidades a lo largo de la importante costa de la provincia.
Un servicio regular de transbordadores para pasajeros y automóviles, con una duración aproximada de 90 minutos, cruza el estrecho de Belle Isle y conecta la isla de Terranova, perteneciente a la provincia, con la región de Labrador, en el continente. El ferry MV Qajaq W viaja desde St. Barbe, Terranova, en la península Great Northern, hasta la ciudad portuaria de Blanc-Sablon, Quebec, situada en la frontera provincial y junto a la ciudad de L'Anse-au-Clair, Labrador. El MV Sir Robert Bond prestaba anteriormente un servicio de ferry estacional entre Lewisporte, en la isla, y las localidades de Cartwright y Happy Valley-Goose Bay, en Labrador, pero dejó de funcionar tras la finalización de la autopista Trans-Labrador en 2010, que permite el acceso desde Blanc-Sablon, Quebec, a las principales zonas de Labrador. Varios transbordadores más pequeños conectan numerosas otras ciudades costeras y comunidades insulares de la costa alrededor de la isla de Terranova y hasta la costa de Labrador, tan al norte como Nain.  También hay dos transbordadores, el MV Legionnaire y el MV Flanders, que operan entre Bell Island y Portugal Cove-St. Philips durante todo el año, utilizados principalmente por quienes se desplazan a St. John's para trabajar. El MV Veteran, un barco gemelo del MV Legionnaire, opera entre la isla de Fogo, las islas Change y Farewell.

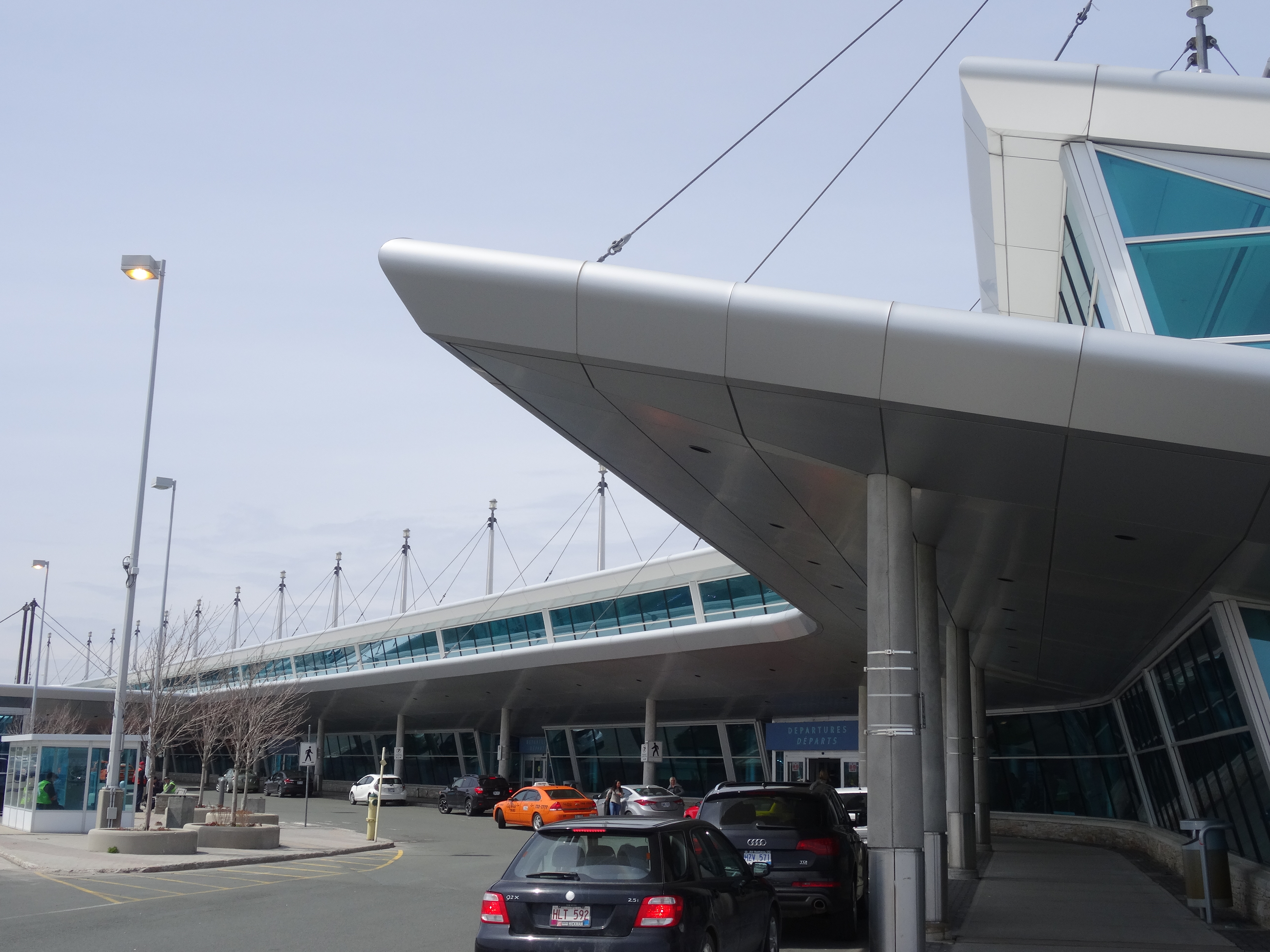
Terminal del Aeropuerto Internacional de St. John's

El MV Atlantic Vision es uno de los varios barcos que prestan servicio de ferry interprovincial a Terranova.
Los servicios de ferry interprovinciales son prestados por Marine Atlantic, una empresa pública federal que opera ferries para automóviles y pasajeros desde North Sydney, Nueva Escocia, hasta las localidades de Port aux Basques y Argentia, en la costa sur de la isla de Terranova.

### Transporte aéreo
El Aeropuerto Internacional de St. John's (YYT) y el Aeropuerto Internacional de Gander (YQX) son los únicos aeropuertos de la provincia que forman parte del Sistema Nacional de Aeropuertos. El Aeropuerto Internacional de St. John's gestiona casi 1,2 millones de pasajeros al año, lo que lo convierte en el aeropuerto más transitado de la provincia y el decimocuarto más transitado de Canadá. El aeropuerto YYT fue objeto de una importante ampliación de la terminal, que se completó en 2021. El aeropuerto de Deer Lake (YDF) gestiona más de 300 000 pasajeros al año.

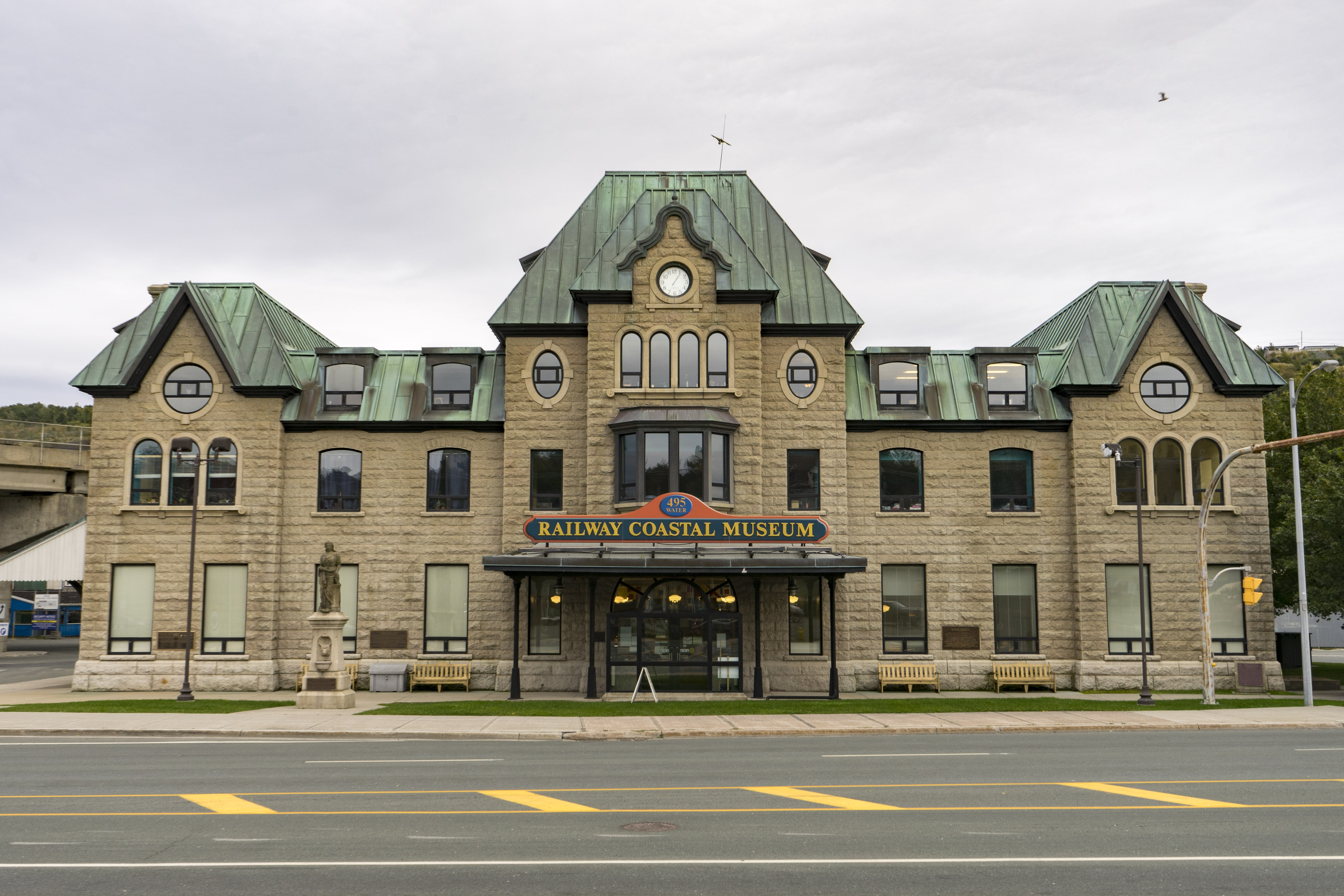
Museo Ferroviario de la Costa en St. John's

### Ferrocarril
El ferrocarril de Terranova funcionó en la isla de Terranova desde 1898 hasta 1988. Con una longitud total de 1458 km (906 millas), era el sistema ferroviario de vía estrecha de 3 pies y 6 pulgadas (1067 mm) más largo de América del Norte. El ferrocarril dejó de funcionar el 20 de junio de 1988, en el marco del acuerdo «rails for roads» (vías para carreteras).
Tshiuetin Rail Transportation opera un servicio ferroviario de pasajeros en su ruta de Sept-Îles (Quebec) a Schefferville (Quebec), pasando por Labrador y parando en varias localidades.

## Deporte
Terranova y Labrador tiene una cultura deportiva algo diferente al resto de Canadá, debido en parte a su larga historia separada del resto del país y bajo el dominio británico. Sin embargo, el hockey sobre hielo sigue siendo popular; aunque cesó su actividad en abril de 2024, un equipo profesional de la liga menor llamado Newfoundland Growlers de la ECHL jugó en el Mary Brown's Centre (antes Mile One Centre) de St. John's desde la temporada 2018-19 hasta la 2023-24. 

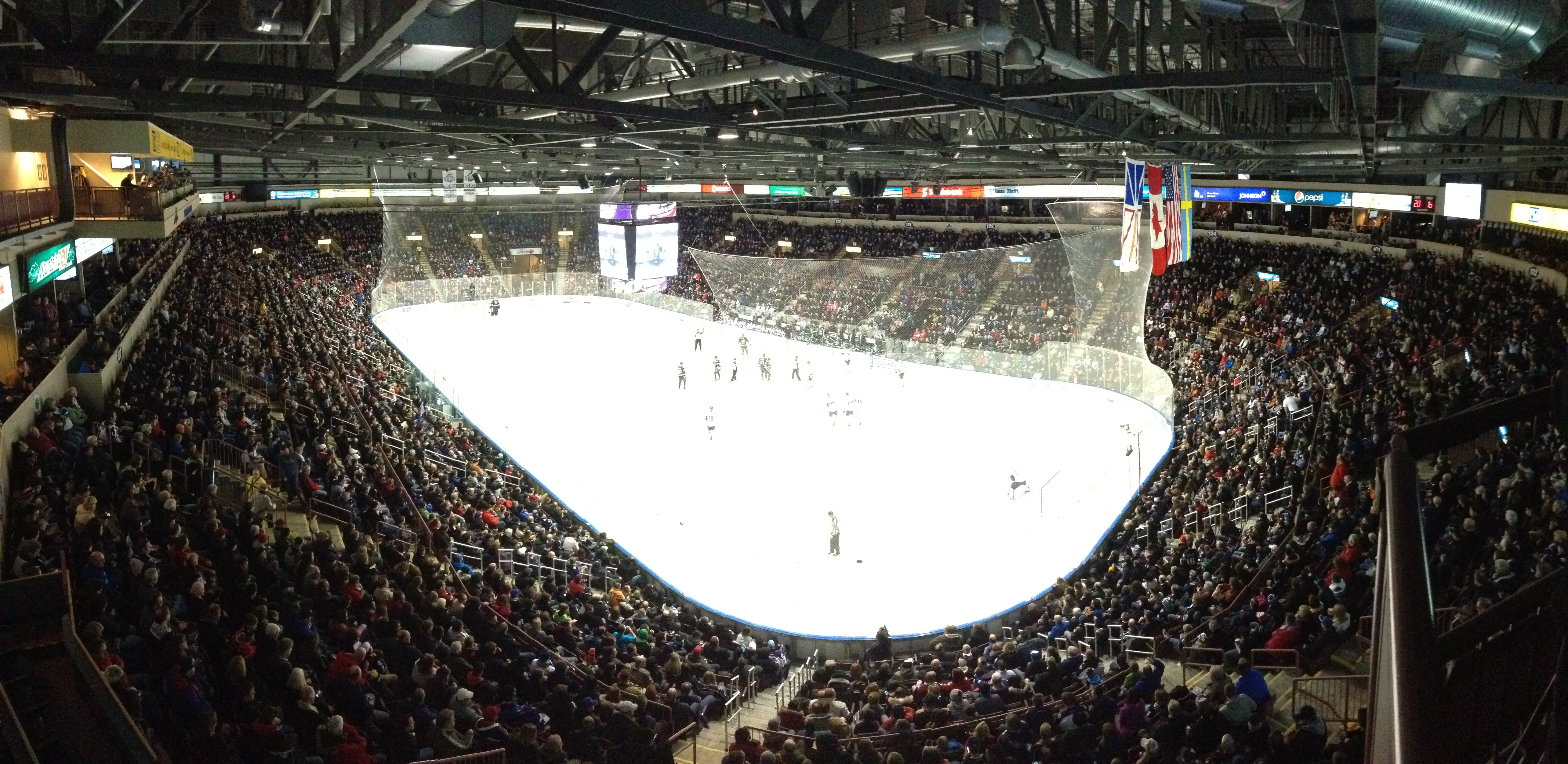
El Mile One Centre

La zona contó con una presencia intermitente en la Liga Americana de Hockey con los St. John's Maple Leafs y luego los St. John's IceCaps hasta 2017, y la Liga Senior de Hockey de Terranova tenía equipos en toda la isla. Tras la marcha de los St. John's Fog Devils en 2008, Terranova y Labrador ha sido la única provincia de Canadá que no ha tenido un equipo en la liga juvenil canadiense de hockey. Sin embargo, esto va a cambiar en 2025, ya que el Acadie-Bathurst Titan tiene previsto trasladarse a St. John's para convertirse en el Newfoundland Regiment de la QMJHL.
El hurling y otros juegos gaélicos tienen una larga tradición en la provincia y siguen practicándose.
El fútbol y el rugby son más populares en Terranova y Labrador que en el resto de Canadá en general. El fútbol se juega en el King George V Park, un estadio con capacidad para 6000 espectadores construido como estadio nacional de Terranova durante la época en que era un dominio independiente. El Swilers Rugby Park es la sede del club de rugby Swilers RFC, así como del Atlantic Rock, uno de los cuatro equipos regionales del Campeonato Canadiense de Rugby. Otras instalaciones deportivas en Terranova y Labrador son el Pepsi Centre, un estadio cubierto en Corner Brook, y el St. Patrick's Park, un estadio de béisbol en St. John's.

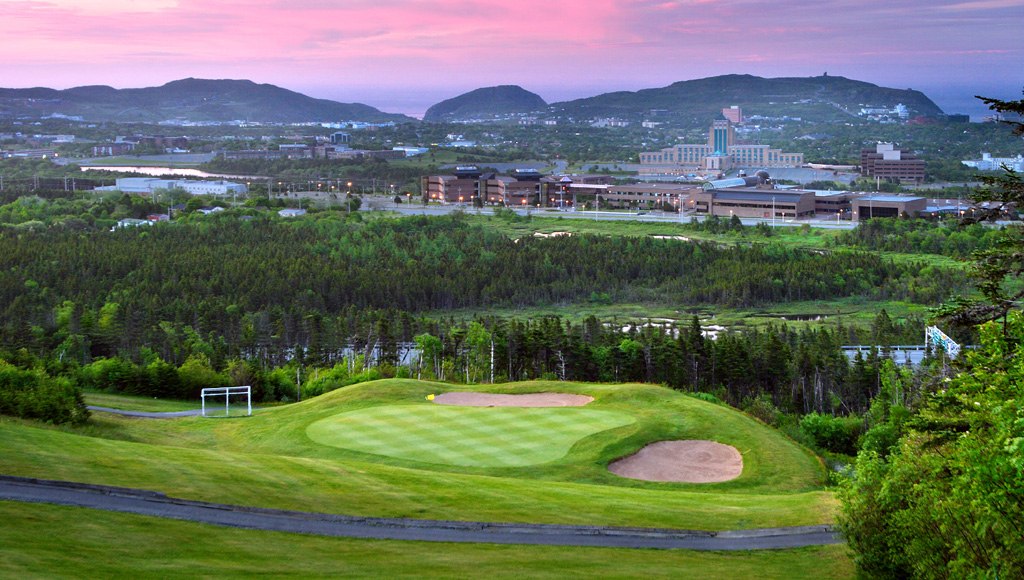
El campo de Golf del Pippy Park

El fútbol americano, ya sea estadounidense o canadiense, es prácticamente inexistente; es la única provincia canadiense, aparte de la Isla del Príncipe Eduardo, que nunca ha acogido un partido de la Liga Canadiense de Fútbol Americano o del Deporte Interuniversitario Canadiense, y no fue hasta 2013 cuando se formaron los primeros equipos amateurs de la provincia.
El críquet fue en su día un deporte muy popular. La primera mención aparece en el Newfoundland Mercantile Journal, el jueves 16 de septiembre de 1824, donde se indica que el St. John's Cricket Club era un club consolidado en aquella época. El St. John's Cricket Club fue uno de los primeros clubes de críquet de Norteamérica. Otros centros se encontraban en Harbour Grace, Twillingate y Trinity. El apogeo de este deporte se produjo a finales del siglo XIX y principios del XX, momento en el que existía una liga en St. John's, así como un torneo interescolar. John Shannon Munn es el jugador de críquet más famoso de Terranova, ya que representó a la Universidad de Oxford. Después de la Primera Guerra Mundial, el críquet perdió popularidad y fue sustituido por el fútbol y el béisbol. Sin embargo, con la llegada de inmigrantes del subcontinente indio, el críquet está volviendo a ganar interés en la provincia.
En 2024, Terranova y Labrador se convirtió en patrocinador de la camiseta del Barrow A.F.C., un equipo de fútbol asociación (soccer) situado en el noroeste de Inglaterra.

## Símbolos
La actual bandera provincial de Terranova y Labrador, diseñada por el artista terranovense Christopher Pratt, fue adoptada oficialmente por la legislatura el 28 de mayo de 1980 y ondeó por primera vez el «Día del Descubrimiento» de ese año. El azul representa el mar, el blanco representa la nieve y el hielo, el rojo representa los esfuerzos y las luchas del pueblo, y el dorado representa la confianza de los habitantes de Terranova y Labrador. Los triángulos azules son un homenaje a la bandera de la Unión y representan la herencia británica de la provincia. Los dos triángulos rojos representan Labrador (la parte continental de la provincia) y la isla. En palabras de Pratt, la flecha dorada apunta hacia un «futuro más brillante».
Lo que comúnmente, pero erróneamente, se ha denominado la bandera tricolor de Terranova «rosa, blanca y verde» (sic) es la bandera de la Asociación Estrella del Mar (SOSA), afiliada a la Iglesia católica. Se originó a finales del siglo XIX y gozó de popularidad entre las personas que tenían la impresión de que era la bandera nativa de Terranova, creada antes de 1852 por la Sociedad de Nativos de Terranova. La verdadera bandera nativa (tricolor rojo, blanco y verde) se utilizó ampliamente hasta finales del siglo XIX. Ninguna de las dos banderas tricolores fue adoptada por el gobierno de Terranova
La bandera «rosa, blanca y verde» (sic) ha sido adoptada por algunos residentes como símbolo de sus vínculos con la herencia irlandesa y como declaración política. Es posible que muchos de los protestantes de la provincia, que constituyen casi el 60 % de la población total de la provincia, no se identifiquen con esta herencia. Al mismo tiempo, muchos de los católicos de la provincia, aproximadamente el 37 % de la población total (con al menos un 22 % de la población que afirma tener ascendencia irlandesa), piensan que la actual bandera provincial no los representa satisfactoriamente.  Sin embargo, una encuesta patrocinada por el gobierno en 2005 reveló que el 75 % de los habitantes de Terranova rechazaban la adopción de la bandera tricolor como bandera oficial de la provincia.
Labrador tiene su propia bandera no oficial, creada en 1973 por Mike Martin, antiguo miembro de la Asamblea Legislativa de Labrador Sur.
En Terranova, a partir de 2024, el alce se ha convertido en un símbolo cada vez más adoptado de la isla.

## Cultura

### Arte
Antes de 1950, las artes visuales eran un aspecto menor de la vida cultural de Terranova, en comparación con las artes escénicas como la música o el teatro. Hasta 1900 aproximadamente, la mayor parte del arte era obra de artistas visitantes, entre los que se contaban miembros del Grupo de los Siete, Rockwell Kent y Eliot O'Hara. Artistas como Maurice Cullen, nacido en Terranova, y Robert Pilot viajaron a Europa para estudiar arte en destacados ateliers.

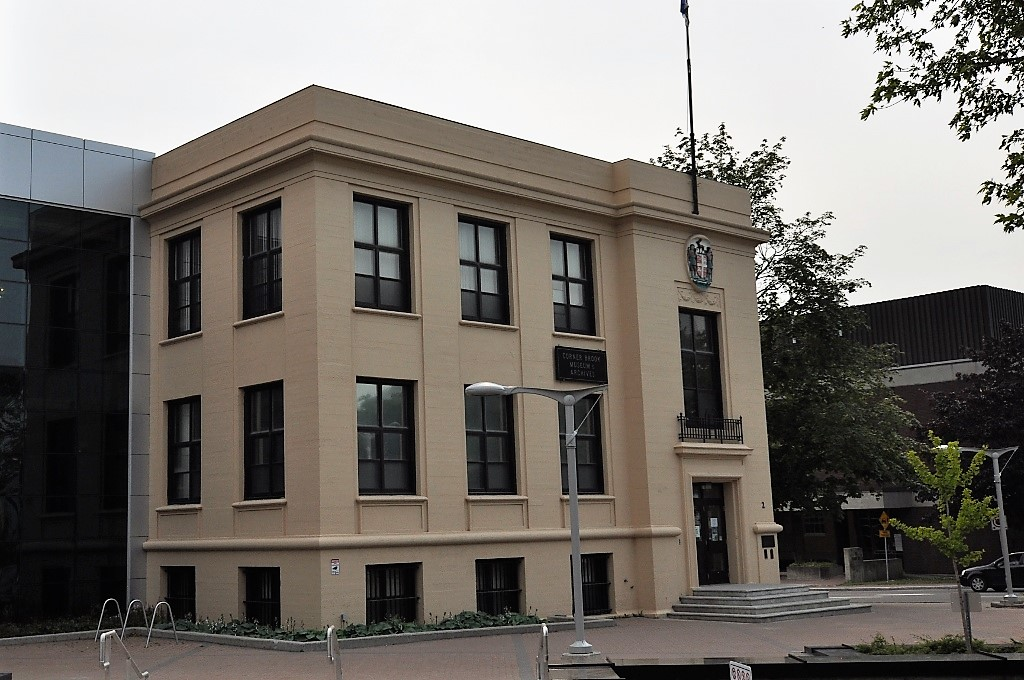
Museo y Archivos Corner Brook

A principios del siglo XX, el arte amateur lo realizaban personas que vivían y trabajaban en la provincia. Entre estos artistas se encontraban J.W. Hayward y su hijo Thomas B. Hayward, Agnes Marian Ayre y Harold B. Goodridge, el último de los cuales trabajó en una serie de encargos murales, en particular uno para el vestíbulo del edificio de la Confederación en St. John's. Las sociedades artísticas locales cobraron importancia en la década de 1940, en particular el Club de Estudiantes de Arte, que abrió sus puertas en 1940.
Tras la adhesión de Terranova y Labrador a Canadá en 1949, las subvenciones del gobierno fomentaron un entorno propicio para los artistas visuales, principalmente pintores. Las artes visuales de la provincia se desarrollaron notablemente en la segunda mitad del siglo, con el regreso de jóvenes artistas de Terranova que habían estudiado en el extranjero. Entre los primeros se encontraban Rae Perlin, que estudió en la Art Students League de Nueva York, y Helen Parsons Shepherd y su marido Reginald Shepherd, ambos licenciados por el Ontario College of Art. Los Shepherd fundaron la primera escuela de arte de la provincia, la Newfoundland Academy of Art.
Los pintores Christopher Pratt y Mary Pratt, nacidos en Terranova, regresaron a la provincia en 1961 para trabajar en la recién creada Galería de Arte de la Universidad Memorial como su primer conservador, pasando más tarde a dedicarse a la pintura a tiempo completo en Salmonier. David Blackwood se licenció en el Ontario College of Art a principios de la década de 1960 y alcanzó la fama con sus imágenes de la cultura y la historia de Terranova. El artista Gerald Squires, nacido en Terranova, regresó en 1969.

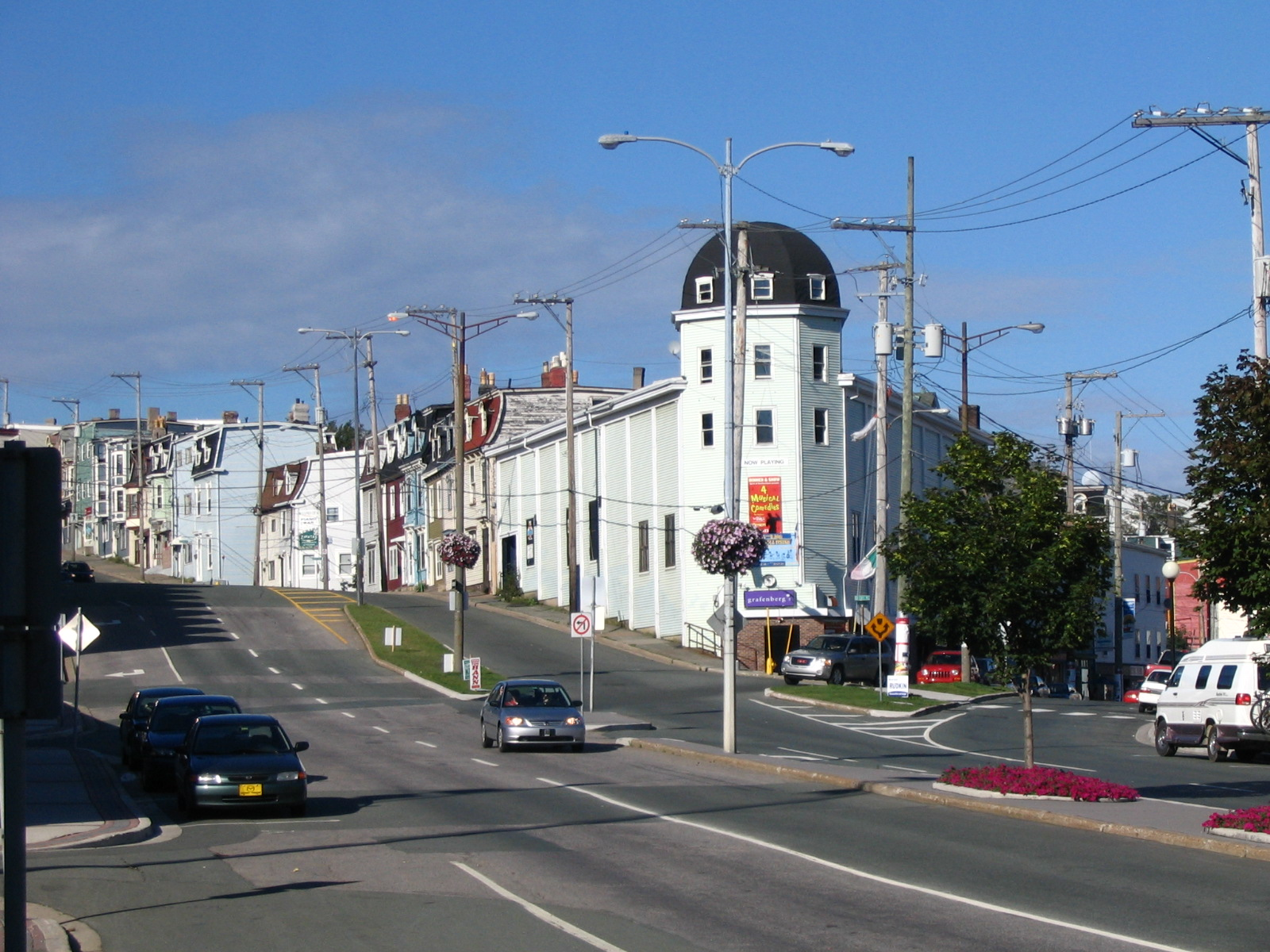
Teatro Majestic

La creación de The Memorial University Extension Services y St. Michael's Printshop en los años sesenta y setenta atrajo a varios artistas plásticos a la provincia para enseñar y crear arte. Asimismo, la escuela de Hibb's Hole (actual Hibb's Cove), creada por el pintor George Noseworthy, atrajo a la provincia a artistas profesionales como Anne Meredith Barry. Una artista notable de este periodo es Marlene Creates.
Desde 1980 hasta la actualidad, las oportunidades para los artistas continuaron desarrollándose, ya que se establecieron galerías como la Galería de Arte de Terranova y Labrador (que más tarde se convirtió en la Galería de Arte Provincial The Rooms), el Centro de Recursos para las Artes y Eastern Edge. Se crearon programas de educación en bellas artes en centros de enseñanza postsecundaria como el Sir Wilfred Grenfell College de Corner Brook, el Western Community College (ahora College of the North Atlantic) de Stephenville y el Anna Templeton Centre de St.
La comunidad artística de Terranova y Labrador goza de reconocimiento nacional e internacional. La creación de Fogo Island Arts en 2008 en la isla de Fogo creó un programa de arte contemporáneo basado en residencias para artistas, cineastas, escritores, músicos, comisarios, diseñadores y pensadores. En 2013 y 2015, la provincia estuvo representada en la Bienal de Venecia como Proyectos Oficiales Colaterales. En 2015, Philippa Jones se convirtió en la primera artista de Terranova y Labrador incluida en la bienal de arte contemporáneo de la Galería Nacional de Canadá. Otros artistas contemporáneos notables que han recibido atención nacional e internacional son Will Gill, Kym Greeley, Ned Pratt y Peter Wilkins.

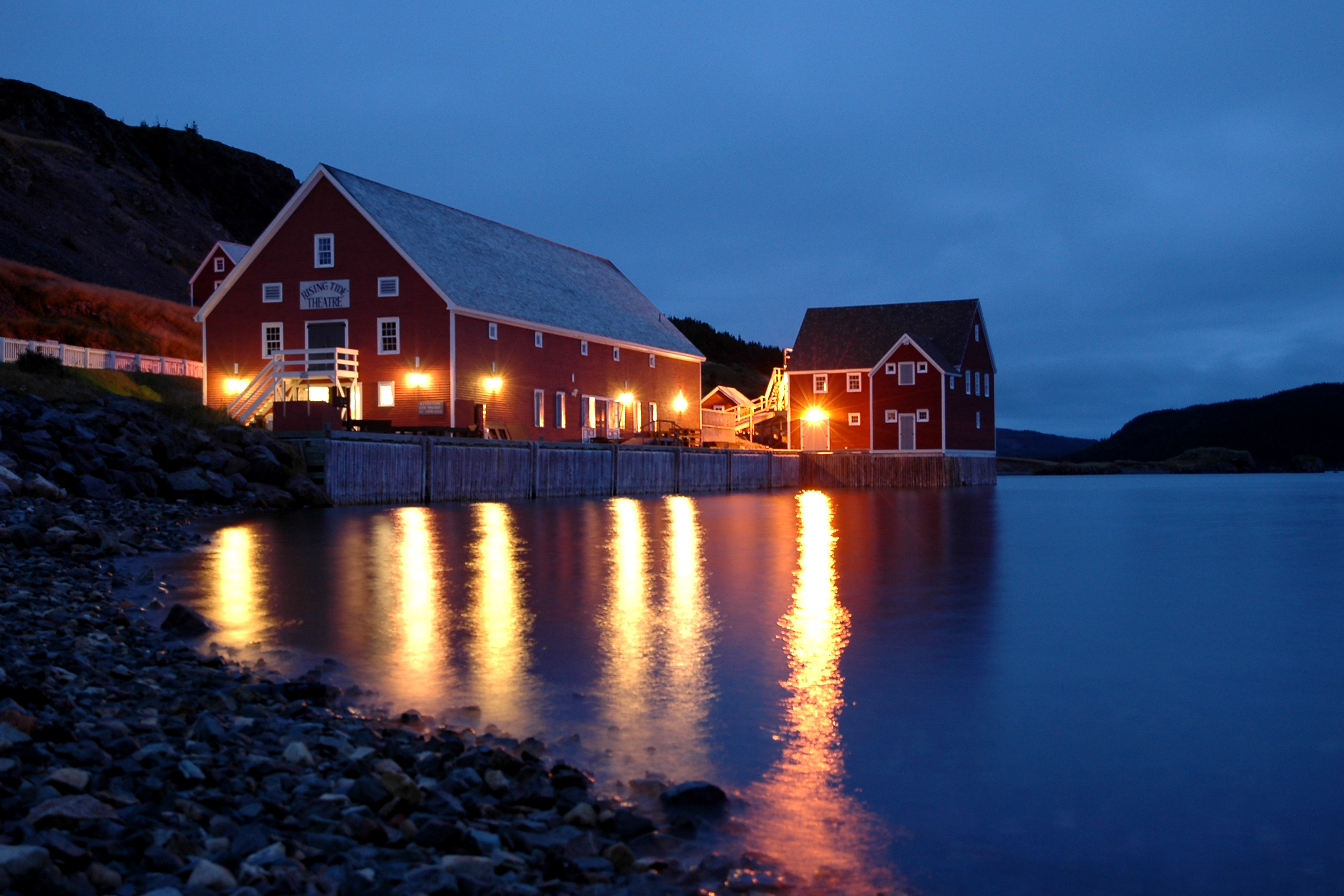
Teatro Rising Tide

En 2011, un estudio documentó aproximadamente 1.200 artistas, que representan el 0,47% de la población activa de la provincia.

### Música
Terranova y Labrador tiene un patrimonio musical folclórico basado en las tradiciones irlandesa, inglesa y escocesa que llegaron a sus costas hace siglos. Aunque su influencia celta es similar a la de sus vecinas Nueva Escocia y la Isla del Príncipe Eduardo, Terranova y Labrador son más irlandesas que escocesas, y tienen más elementos importados de la música inglesa y francesa que esas provincias. Gran parte de la música de la región se centra en la fuerte tradición marinera de la zona, e incluye canciones marineras y otras canciones de navegación. Algunos músicos tradicionales modernos son Great Big Sea, The Ennis Sisters, The Dardanelles, Ron Hynes y Jim Payne.
La Orquesta Sinfónica de Terranova comenzó en St. John's en 1962 como una orquesta de cuerda de 20 músicos conocida como St. John's Orchestra. La escuela de música de la Universidad Memorial programa diversos conciertos y cuenta con una orquesta de cámara y una banda de jazz. Dos miembros de su facultad, Nancy Dahn al violín y Timothy Steeves al piano, actúan como Dúo Concertante y son los responsables de la creación de un festival anual de música en agosto, el Tuckamore Festival. Tanto la escuela de música como Opera on the Avalon producen obras operísticas. El Centro de Investigación del Memorial para el Estudio de la Música, los Medios de Comunicación y el Lugar, una institución puntera en investigación etnomusicológica, ofrece charlas académicas, residencias académicas, conferencias, simposios y actividades de divulgación en la provincia sobre música y cultura.

El himno provincial preconfederal y actual es la «Oda a Terranova», escrita por el gobernador colonial británico Sir Charles Cavendish Boyle en 1902. Fue adoptado como himno oficial de Terranova el 20 de mayo de 1904. En 1980, la provincia volvió a adoptar 

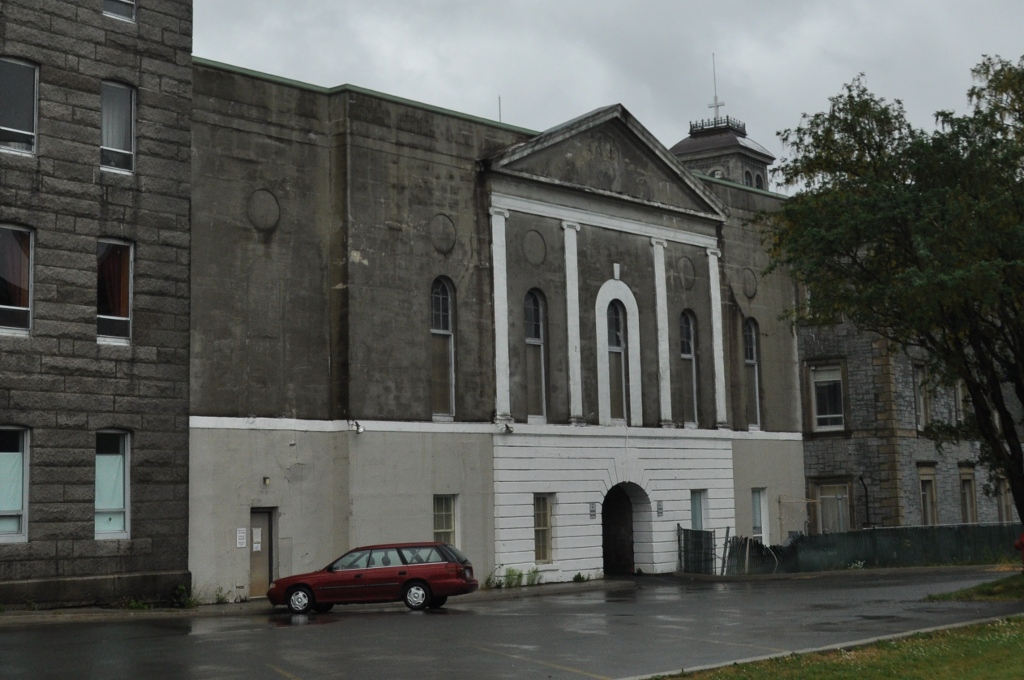
Biblioteca del St. Bonaventure College

la canción como himno provincial oficial. La «Oda a Terranova» se sigue cantando en actos públicos en Terranova y Labrador.

### Literatura
Margaret Duley (1894-1968) fue la primera novelista de Terranova que alcanzó una audiencia internacional. Entre sus obras destacan The Eyes of the Gull (1936), Cold Pastoral (1939) y Highway to Valour (1941). Entre los novelistas posteriores figuran Harold Horwood, autor de Tomorrow Will Be Sunday (1966) y White Eskimo (1972), y Percy Janes, autor de House of Hate (1970). La primera novela de Michael Crummey, River Thieves (2001), se convirtió en un superventas canadiense. La ficción de Wayne Johnston trata principalmente de la provincia de Terranova y Labrador, a menudo en un entorno histórico; Entre sus novelas figuran The Story of Bobby O'Malley, The Time of Their Lives, se necesita una fuente mejor] The Divine Ryans, y The Colony of Unrequited Dreams, un retrato histórico del político de Terranova Joey Smallwood.
La primera novela de Lisa Moore, Alligator (2005), está ambientada en St. John's e incorpora su herencia de Terranova. Otros novelistas contemporáneos son Joel Thomas Hynes, autor de We'll All Be Burnt in Our Beds Some Night (2017), Jessica Grant, autora de Come Thou Tortoise (2009), y Kenneth J. Harvey, autor de The Town That Forgot How to Breathe (2003), Inside (2006) y Blackstrap Hawco (2008).
Las primeras obras poéticas de la Norteamérica británica, escritas principalmente por visitantes y dirigidas a un público europeo, describían los nuevos territorios en términos optimistas. Una de las primeras obras fue Quodlibets, de Robert Hayman, una colección de versos compuesta en Terranova y publicada en 1628.
En la tradición oral del condado de Waterford, se dice que el poeta irlandés de Munster Donnchadh Ruadh Mac Conmara, antiguo profesor de una escuela de setos, se embarcó hacia Terranova hacia 1743, supuestamente para escapar de la ira de un hombre cuya hija el poeta había dejado embarazada. Sin embargo, durante el siglo XXI, los lingüistas descubrieron que varios de los poemas de Donnchadh Ruadh en lengua irlandesa contienen múltiples palabras y términos gaelizados que se sabe que son exclusivos del inglés de Terranova. Por esta razón, los poemas de Donnchadh Ruadh se consideran la literatura más antigua en lengua irlandesa en Terranova.
Después de la Segunda Guerra Mundial, el poeta de Terranova E. J. Pratt describió la lucha por ganarse la vida con el mar en poemas sobre la vida marítima y la historia de Canadá, incluso en su «colección revelación» Newfoundland Verse de 1923. Entre los poetas más recientes se encuentran Tom Dawe, Al Pittman, Mary Dalton, Agnes Walsh, Patrick Warner y John Steffler. El poeta canadiense Don McKay ha residido en St. John's en los últimos años.